# Plounérin
Plounérin [pluneʁɛ̃] est une commune du département des Côtes-d'Armor, dans la région Bretagne, en France.

## Géographie

### Localisation
Le territoire de Plounérin forme la limite extrême du département des Côtes-d'Armor à l'ouest. En le quittant vers l'Ouest, on entre dans le Finistère. Bien qu'appartenant historiquement à l'évêché de Tréguier (désormais à l'évêché de Saint-Brieuc), Plounérin se trouvait en Cornouaille, à son extrême-nord, et non en Trégor. La commune fait partie de l'arrondissement de Lannion.

### Communes limitrophes

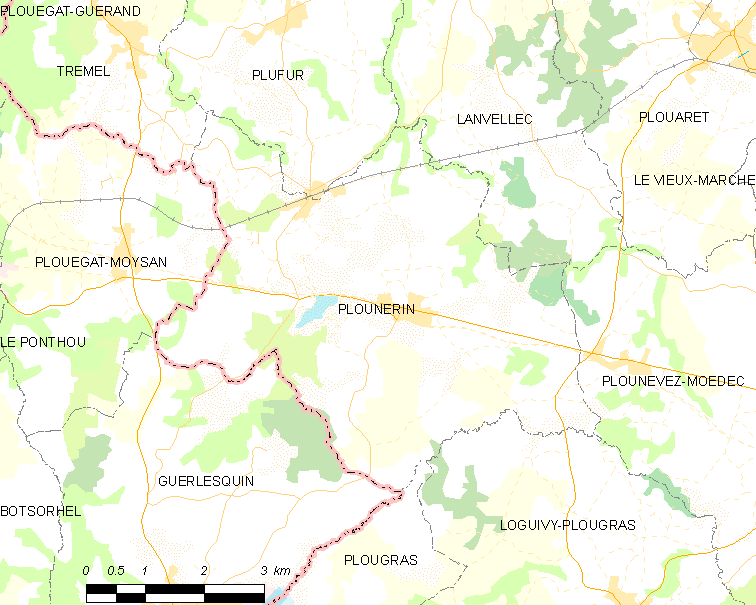
Carte de Plounérin et des communes avoisinantes.

| Trémel          | Lanvellec | Lanvellec        |
| Plouégat-Moysan | Plounérin | Plounévez-Moëdec |
| Guerlesquin     | Plougras  | Loguivy-Plougras |

### Relief et hydrographie
Le relief de la commune est assez accidenté : le point le plus haut (246 mètres d'altitude) est situé à l'extrême ouest du finage communal, à la limite du département avec celui du Finistère et de la commune de Guerlesquin ; le point le plus bas (105 mètres) est situé à l'extrémité nord-ouest du territoire communal, dans la vallée du Yar, à l'endroit où ce fleuve côtier quitte la commune.
La majeure partie de la commune, y compris le bourg, est située vers 190 à 200 mètres d'altitude.

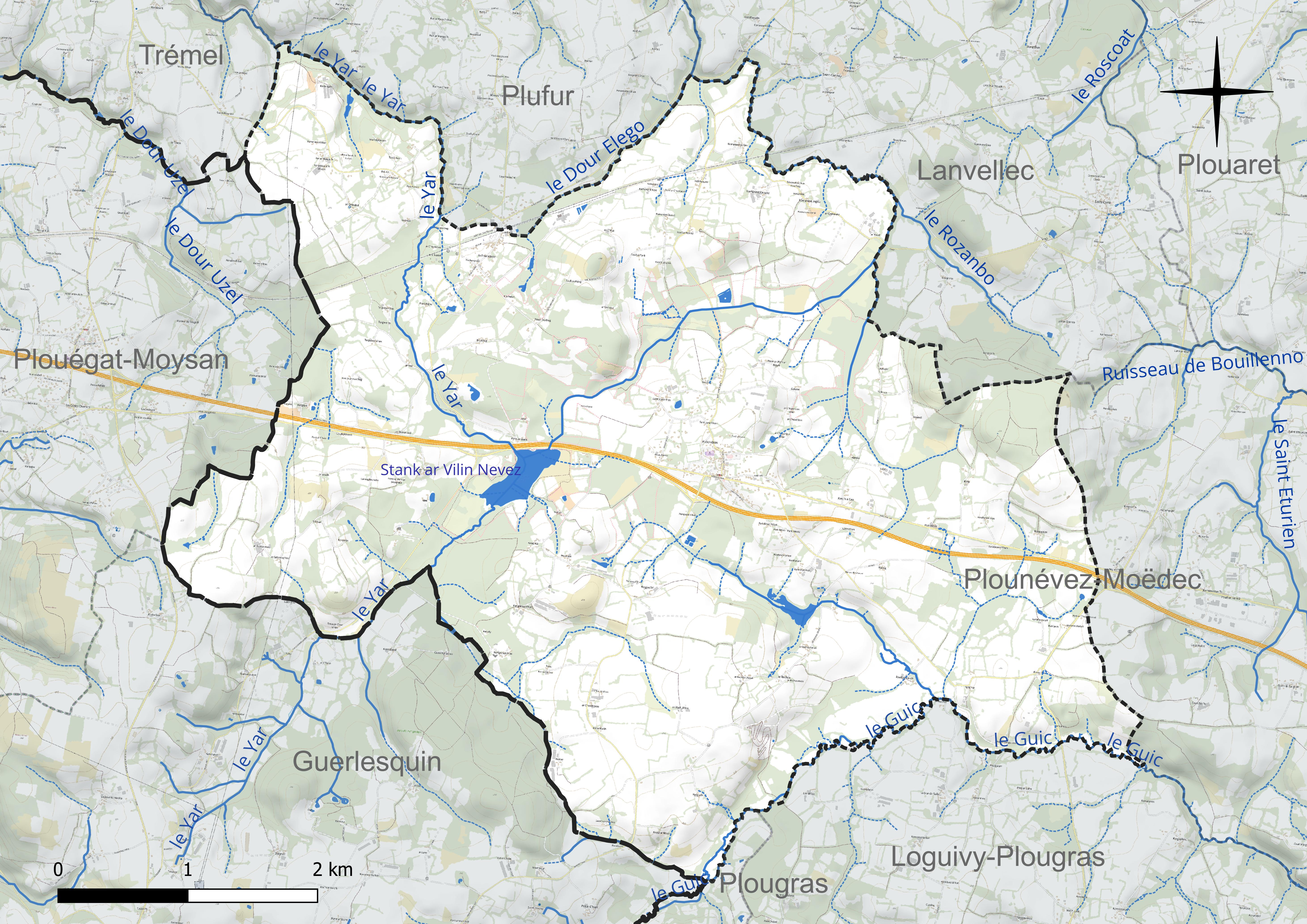
Carte du réseau hydrographique de Plounérin.

Le Yar, dit aussi "Pont-ar-Yar", qui a sa source dans la commune voisine de Guerlesquin, est ainsi décrit en 1890 : il coule généralement vers le Nord, et remplit, à l'Ouest de Plounérin, l'étang de Lesmoal, dit aussi étang du Moulin Neuf, situé à 179 mètres d'altitude et d'une trentaine d'hectares de superficie, et il était décrit comme « fort poissonneux » et faisait alors tourner cinq moulins. De nos jours, l'étang n'est plus permanent. Deux affluents de rive droite du Yar concernent la commune : le Rosambo et le Dour Elego, ce dernier servant un temps de limite communale avec Plufur.
Par ailleurs le Guic sert au Sud-Est de limite communale avec Plougras et Loguivy-Plougras. Un petit affluent de rive gauche de celui-ci traverse la partie centrale de la commune et alimente l'étang de Milin-ar-Mestr.

### Hydrographie
Pour un article plus général, voir Réseau hydrographique des Côtes-d'Armor.
La commune est située dans le bassin Loire-Bretagne. Elle est drainée par le Yar, le Guic, le Dour Elego et le Rozanbo,,.
Le Yar, d'une longueur de 20 km, prend sa source dans la commune de Guerlesquin et se jette  dans la baie de Lannion à Plestin-les-Grèves, après avoir traversé six communes. 
Le Guic, d'une longueur de 27 km, prend sa source dans la commune de Botsorhel et se jette  dans le Léguer à Belle-Isle-en-Terre, après avoir traversé huit communes. 
Un plan d'eau complète le réseau hydrographique : Stank ar Vilin Nevez (12,36 ha),.

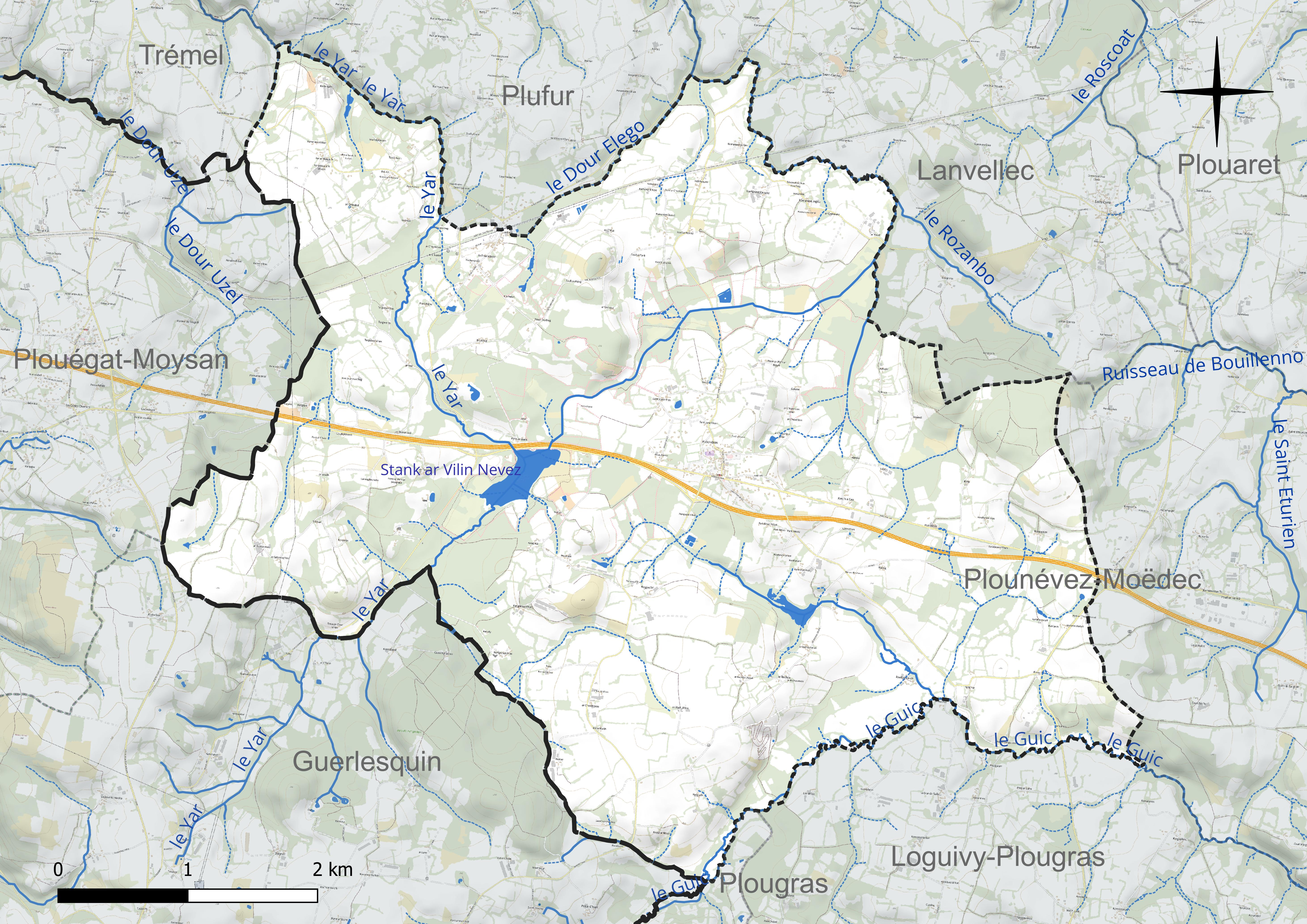
Réseau hydrographique de Plounérin.

### Climat
Pour des articles plus généraux, voir Climat de la Bretagne et Climat des Côtes-d'Armor.
En 2010, le climat de la commune est de type climat océanique franc, selon une étude du Centre national de la recherche scientifique s'appuyant sur une série de données couvrant la période 1971-2000. En 2020, Météo-France publie une typologie des climats de la France métropolitaine dans laquelle la commune est exposée à un climat océanique et est dans la région climatique Finistère nord, caractérisée par une pluviométrie élevée, des températures douces en hiver (6 °C), fraîches en été et des vents forts. Parallèlement l'observatoire de l'environnement en Bretagne publie en 2020 un zonage climatique de la région Bretagne, s'appuyant sur des données de Météo-France de 2009. La commune est, selon ce zonage, dans la zone « Intérieur », exposée à un climat médian, à dominante océanique.
Pour la période 1971-2000, la température annuelle moyenne est de 10,8 °C, avec une amplitude thermique annuelle de 10,9 °C. Le cumul annuel moyen de précipitations est de 1 120 mm, avec 16 jours de précipitations en janvier et 8,8 jours en juillet. Pour la période 1991-2020, la température moyenne annuelle observée sur la station météorologique la plus proche, située sur la commune de Lannion à 20 km à vol d'oiseau, est de 11,6 °C et le cumul annuel moyen de précipitations est de 929,5 mm,. Pour l'avenir, les paramètres climatiques de la commune estimés pour 2050 selon différents scénarios d'émission de gaz à effet de serre sont consultables sur un site dédié publié par Météo-France en novembre 2022.

### Transports
Plounérin est sur l'axe allant de Guingamp à Morlaix, et par extension de Paris à Brest : le tracé quasi rectiligne de l'ancienne Route nationale 12 fut celui d'une voie romaine, avant d'être celui d'une route royale, puis nationale, Plounérin étant un relai et un gîte d'étape sur ce parcours ; cette route traditionnelle n'est plus désormais que la D 712 depuis que l'actuelle Route nationale 12 a été aménagée en voie express contournant par le sud le bourg de Plounérin. La commune est desservie par deux échangeurs : celui de Plounérin, situé au sud du bourg, est un demi-échangeur permettant de sortir de la RN 12 depuis l'ouest et d'y entrer en direction de l'est ; celui de Beg ar C'hra, situé à la limite orientale de la commune perment une desserte complète dans les deux sens et dessert aussi la D 11 qui, côté nord, va en direction de Plouaret et Lannion et, côté sud, de Loguivy-Plougras et Calanhel.
La ligne ferroviaire de Paris-Montparnasse à Brest traverse la partie nord de la commune, la gare de Plounérin étant située à environ deux kilomètres au nord-ouest du bourg, accessible par la D 56, qui, côté nord, va en direction de Plufur et, côté sud, vers Guerlesquin.
La halte de la gare de Plounérin, qui n'a plus son bâtiment voyageurs car celui-ci a été détruit, bénéficie de travaux de réaménagement en 2011.

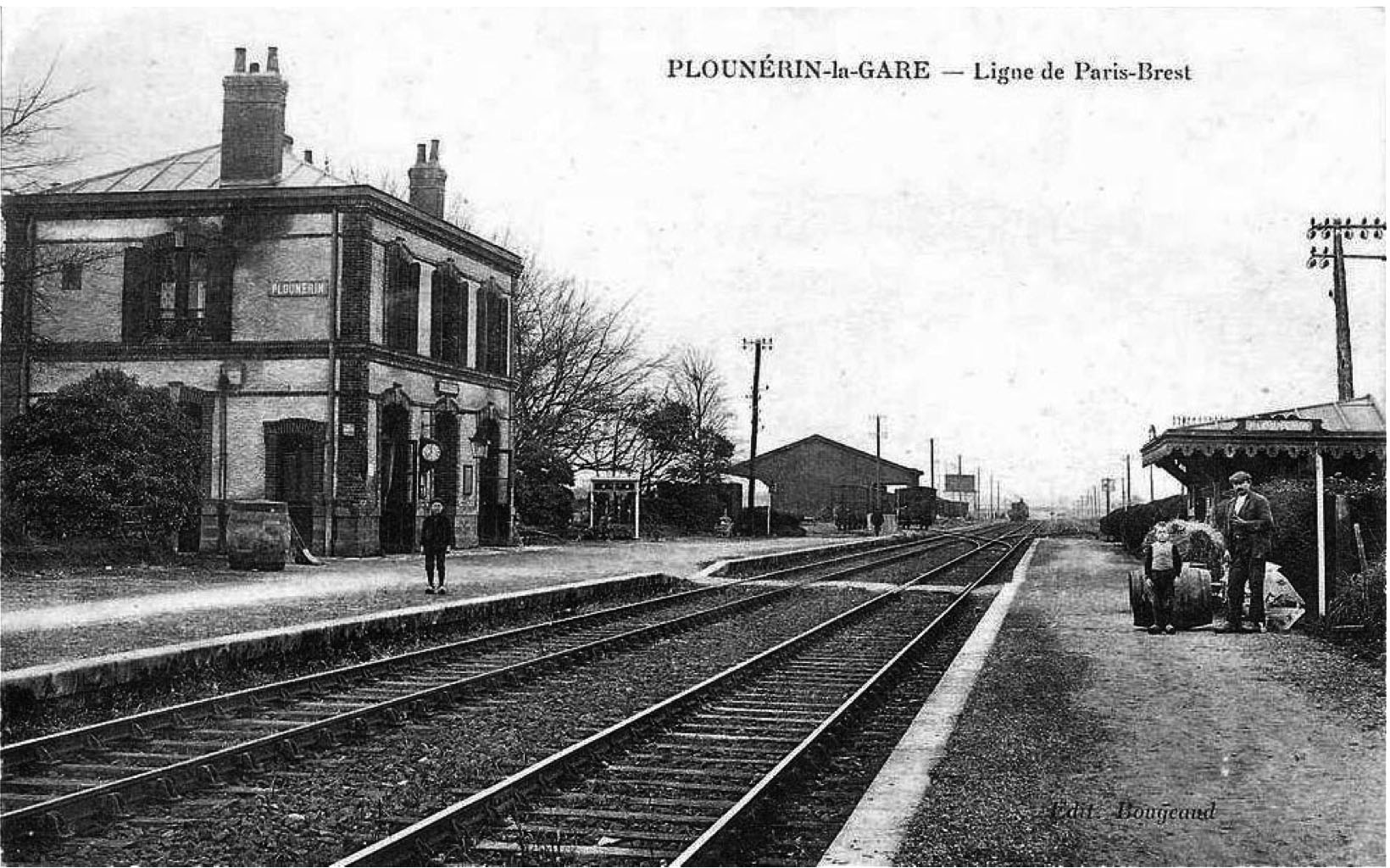
L'ancienne gare de Plounérin au début du XXe siècle.
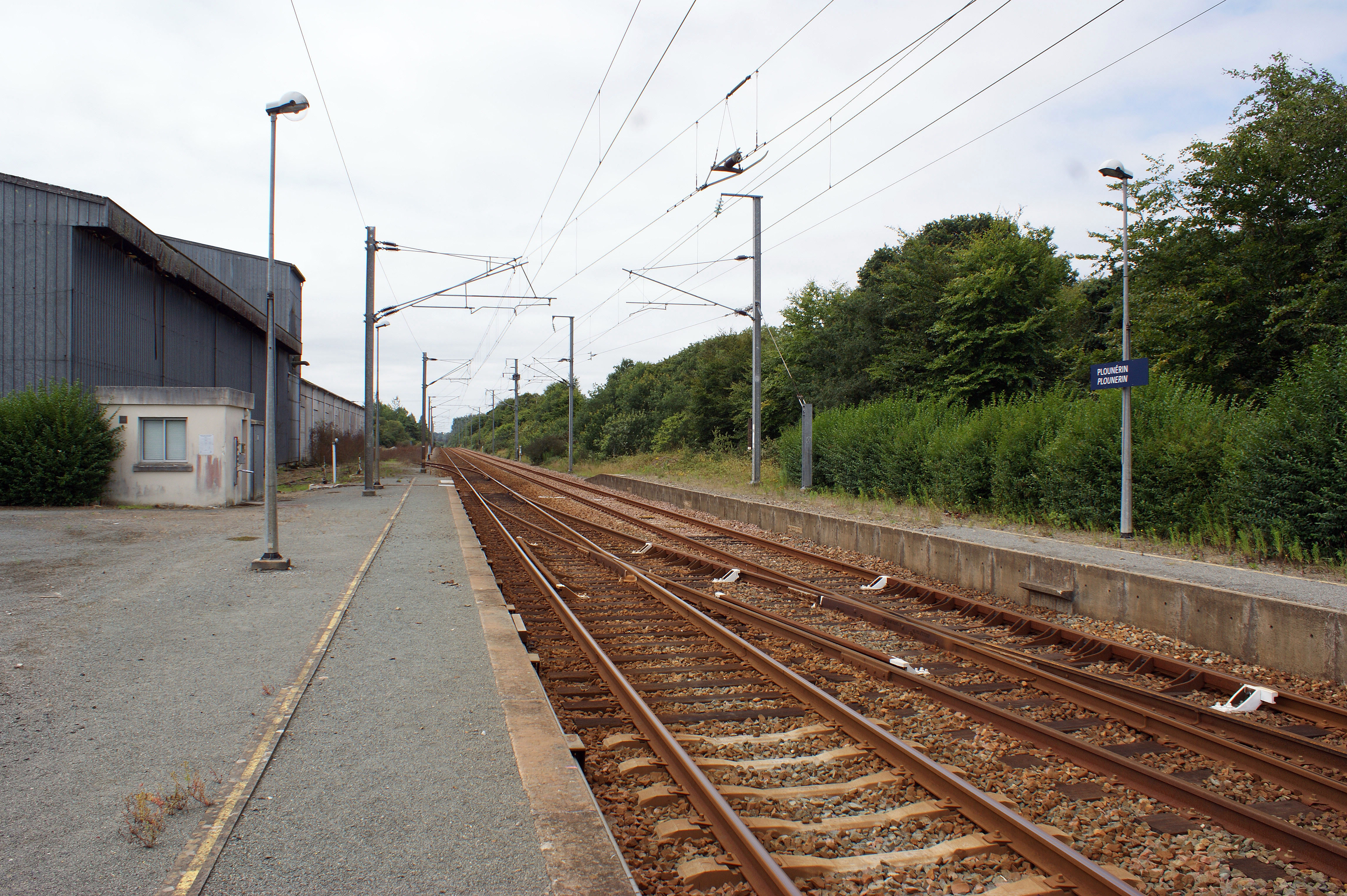
La halte de Plounérin.

## Urbanisme

### Typologie
Au 1er janvier 2024, Plounérin est catégorisée commune rurale à habitat très dispersé, selon la nouvelle grille communale de densité à 7 niveaux définie par l'Insee en 2022.
Elle est située hors unité urbaine. Par ailleurs la commune fait partie de l'aire d'attraction de Morlaix, dont elle est une commune de la couronne,. Cette aire, qui regroupe 24 communes, est catégorisée dans les aires de 50 000 à moins de 200 000 habitants,.

### Occupation des sols
L'occupation des sols de la commune, telle qu'elle ressort de la base de données européenne d’occupation biophysique des sols Corine Land Cover (CLC), est marquée par l'importance des territoires agricoles (82,9 % en 2018), en diminution par rapport à 1990 (86,2 %). La répartition détaillée en 2018 est la suivante :
zones agricoles hétérogènes (71,4 %), forêts (13,2 %), terres arables (8 %), prairies (3,4 %), zones urbanisées (3,3 %), milieux à végétation arbustive et/ou herbacée (0,6 %). L'évolution de l’occupation des sols de la commune et de ses infrastructures peut être observée sur les différentes représentations cartographiques du territoire : la carte de Cassini (XVIIIe siècle), la carte d'état-major (1820-1866) et les cartes ou photos aériennes de l'IGN pour la période actuelle (1950 à aujourd'hui).

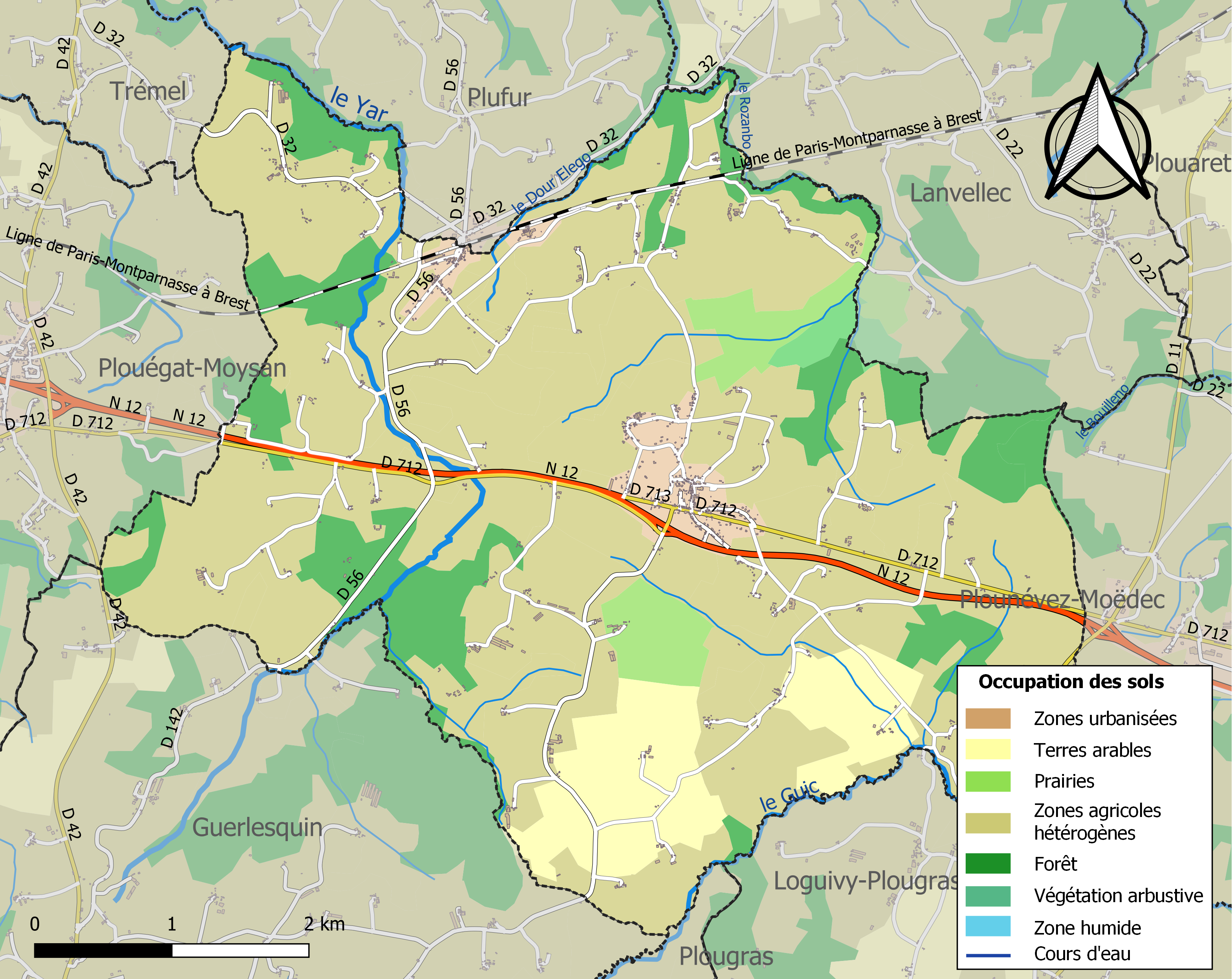
Carte des infrastructures et de l'occupation des sols de la commune en 2018 (CLC).

## Toponymie
Le nom de la localité est attesté sous les formes Ploenerin fin du XIVe siècle, en 1425, 1444, 1453, 1481 et en 1537, Plounérin en 1620.
Plounérin est pour « Plou erin », et signifie, pour certains, peuplade irlandaise, peuplade venue d'Erin. Pour d'autres, Plounérin, paroisse primitive, signifie littéralement paroisse de Nérin. Saint Nérin était en effet de Grande-Bretagne et se fixa dans la commune qui porte aujourd'hui son nom, lors de l'invasion des Saxons. Sa fête se célèbre le troisième dimanche de mai.

## Histoire

### Préhistoire et Antiquité
D'après certains témoignages, le site de la commune de Plounérin portait des traces, aujourd'hui disparues, d'une occupation ancienne. Il existait un menhir à la Clarté, aux environs duquel une hache polie aurait été découverte. Une fortification de terre, au lieu-dit Ar C'hastell, aurait livré des monnaies romaines.

### Moyen-Âge
Le territoire de Plounérin forme une encoche profonde aux environs de la chapelle de la Trinité, toujours au-delà de la rivière qui aurait dû constituer sa limite naturelle (...). Tout cela indique que Plouégat-Moysan est un ancien hameau érigé en paroisse à une époque ou l'on créait encore pour les paroisses des noms en plou-, et qu'il appartenait primitivement à Plounérin (...). Aucune limite naturelle ne la sépare de Plounérin, la frontière suit plusieurs petits chemins, et travers la lande, sur le plateau ; par ailleurs il existe en Plounévez-Moëdec un hameau du nom de Nérin, et ce hameau est le lieu où saint Nérin avait établi primitivement son culte.
Plounérin renfermait le membre de Saint-Jean du Rochou (qui dépendait de la commanderie de Pont-Melvez), mentionné dans la charte de Quimper de 1182, donnée en faveur des Templiers sous le nom de Le Rachoou ; ce lieu est appelé en 1617 "Le Temple de Rochou" ; il s'y trouvait une chapelle dédiée à saint Jean. Il n'en subsiste de nos jours que peu de vestiges.
Selon Jean-Baptiste Ogée le château de Bruilhac [Bruliec ou Bruillac], qui disposait du droit de haute justice, appartenait en 1280 à l'illustre famille du Châtel ; la seigneurie de Plounerin appartenait en 1424, à Jean de Penhoët, chevalier, chambellan et Amiral de Bretagne, fils de Guillaume de Penhoët et de Jeanne d'Albret, comtesse de Fronsac.
La paroisse de Plounérin est créée en 1425 ; de la première église, qui possédait un chevet à noues multiples de style Beaumanoir daté de 1503, il ne subsiste rien. Au Moyen Âge, outre la présence des Hospitaliers de l'ordre de Saint-Jean de Jérusalem, la paroisse compte les cisterciens de l'abbaye du Relec, qui possèdent treize tenures en quévaise.
Cette paroisse a été transférée du ressort de la Cour de Guingamp à celle de Morlaix, en faveur de ce seigneur, par lettres du duc Jean V, données le 8 juin 1425.
En 1500, Kerprigent, appartenait à Jean du Perrier, sieur du Mené ; le Bezuon, à Guillaume de la Lande ; Coettéon, à Yves du Coffre ; Kerlan, à Henri de Kergabin et Keregoan au vicomte de Rohan ; Kerouach, Kermeno, Keris, Keragus, le Cozou et Quellennec, à N... ; la haute justice de Kermoal et de Favet appartenait à M. de Kersauson.
Bien que son nom la désigne comme une ancienne paroisse bretonne de l'Armorique primitive, Plounérin n'apparaît sous ce nom qu'à la fin du XIVe siècle dans les documents.

### Époque moderne
Les moines cisterciens de l'abbaye du Relec possédaient dans la paroisse 13 tenures en quévaise.
Une nouvelle église est construite en 1686, la précédente étant trop vétuste. En 1695 la seigneurie de Plounérin appartenait au seigneur de Breilhac [Bruillac], qui, en tant que seigneur fondateur, disposait de toutes les prééminences dans l'église paroissiale. Par contre ce sont les vicomtes de Plestin-Lesmais qui étaient seigneurs de la majeure partie de la paroisse.
La seigneurie de Bruillac est propriété depuis environ 1330 de la famille Plusquellec, devenue famille de Carman vers 1520, puis de la famille de Maillé en 1577, de la famille de Chastel en 1618, puis par mariage à la famille Huchet de la Bédoyère en 1716, et ensuite à la famille de Robien, avant de passer aux mains de la famille Tréhouret de Kerstat vers 1775.

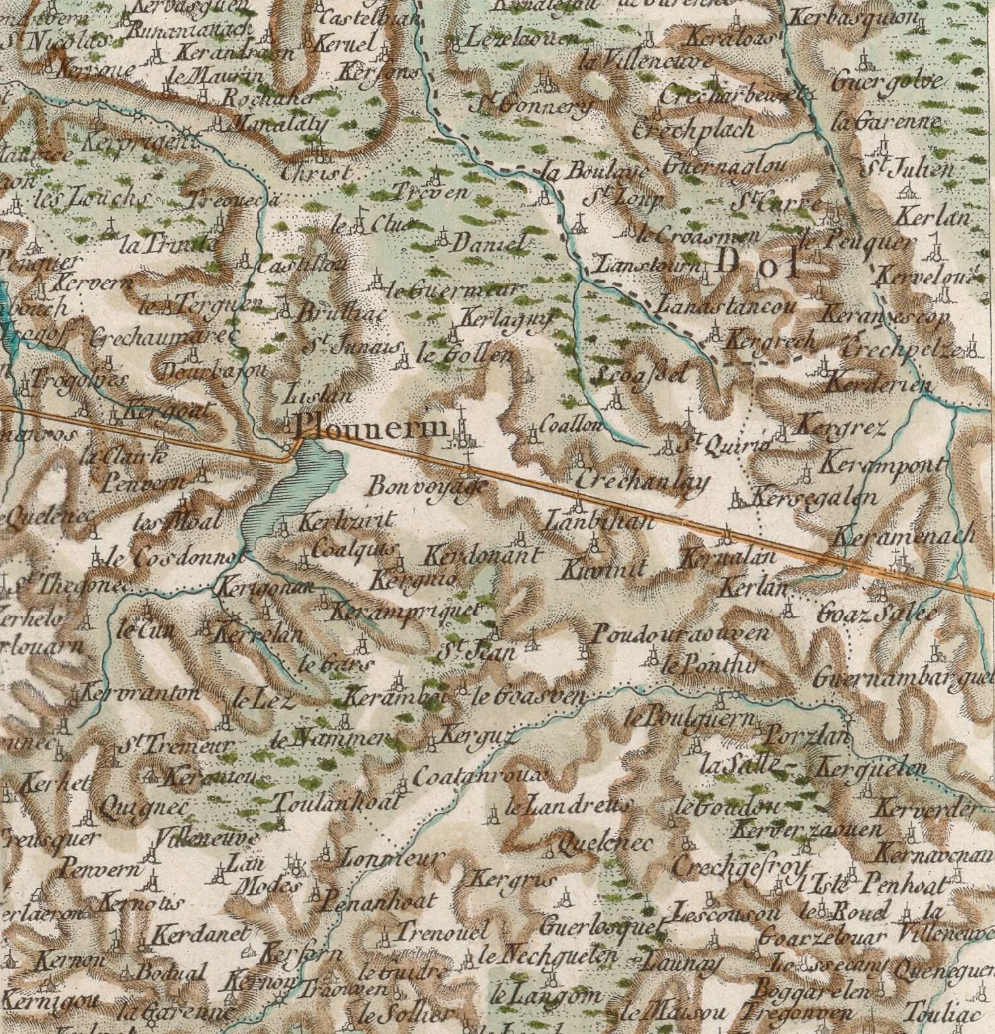
Carte de Cassini de la paroisse de Plounérin (1783).

Les seigneuries de Kerprigent, de Lesmoualc'h, de la Boulaye et de Kerlan avaient droit de mouvance sur de nombreux convenants.
Jean-Baptiste Ogée décrit ainsi Plounérin en 1778 :

« Plounérin : à 7 lieues au Sud-Ouest de Tréguier, son évêché ; à 32 lieues de Rennes ; et à 5 lieues de Morlaix, sa subdélégation et son ressort ; on y compte 1 000 communiants : la cure est à l'alternative. Ce territoire est une terre plate et fertile en grains, et bien cultivé. (...) Le château de Bruilhac (...) est à  Mme de la Bédoyère. »

### Révolution française
La paroisse élit sa première municipalité en 1790 et devient ainsi commune.
Louis Pastol était recteur de Plounérin depuis 1773 ; il refusa de prêter le serment de fidélité à la Constitution civile du clergé, devenant donc prêtre réfractaire ; il quitte le presbytère, mais, réfugié à Kerigonan, continue à exercer clandestinement son ministère pendant un temps, avant d'être déporté ; la commune se retrouve sans prêtre jusqu'au 11 octobre 1792, date de la nomination d'un recteur constitutionnel, l'abbé Le Jeune, qui resta en poste jusqu'au Concordat.
Pendant la Terreur des objets religieux (ciboire, croix de procession, statues en bois, etc..) sont réquisitionnés et toutes les croix de la paroisse sont abattues. Les biens du clergé et des émigrés (notamment ceux de la famille de Tréouret de Kerstrat, d'Étienne-Marie du Parc, de François de Kersauson-Vieux-Chatel, et les biens appartenant à la famille de Kerigonan et à la famille de Meur de Kerigonan) deviennent des biens nationaux et sont vendus.

### XIXesiècle
Le 13 mars 1803, une quarantaine de Chouans de la bande de Jean François Edme Le Paige de Bar attaquent et pillent à Kerabalen la diligence « Paris Brest ».
Le bourg de Plounérin se limite alors à quelques habitations autour de l'église et à quelques-unes aux abords de la route impériale (puis royale) de Paris à Brest.
A. Marteville et P. Varin, continuateurs de Jean-Baptiste Ogée, décrivent ainsi Plounérin en 1853 :

« Plounérin : commune formée de l'ancienne paroisse de ce nom. (...) Principaux villages : Keransalvy, Quirio, Petit Saint-Junay, Grand Saint-Junay, Jegou, Keruillaouen, Quero, Kermeur, Tudorec, Trevoda, Kergoat-Bras, les Trois-Grands-Arbres, Tourbayou, ar Pinquer, ar Voern, Quelenec-Bras, ar Gostanot, Crec'h-an-Nec'h, Kerigonan, Coat-Quis, Mesmeur, Kergnioc, ar Voäs-Voën, Coat-ar-Roux, Kergus, ar Recho, Prigent, Kerdonan, Rivino, Pont-Luc. Château de Bruliec. Superficie totale : 2 588 hectares 67 ares, dont (...) terres labourables 1 242 ha, prés et pâturages 456 ha, bois 69 ha, vergers et jardins 10 ha, landes et incultes 681 ha, étangs 21 ha (...). Moulins : 10 (de Kerprigent, de Bruliec, de Kerigonant, de Coat-ar-Roux, de Dour-Guido, Neuf ; à eau). Plounérin est sous l'invocation de saint Nérin. "Plou-Nérin" signifie littéralement "paroisse de saint Nėrin". Il y avait dans cette paroisse, avant 1789, les chapelles de Saint-Jean-Roche, du Quirio, de Notre-Dame-du-Bon-Voyage et de la Trinité. Nous ignorons si elles sont encore desservies. (...) La route royale no 12, de Brest à Paris, traverse la commune de l'est 1/4 sud-est à l'ouest 1/4 nord-ouest, et la divise en deux parties à peu près égales. (...) Il y a foire à Plounérin le 9 septembre. Géologie : roches amphibolites. On parle le breton. »

Joachim Gaultier du Mottay écrit en 1862 que Plounérin dispose d'une école de garçons ayant 64 élèves et d'une de filles en ayant 110, que l'on voit encore les ruines du vieux château de Bruilhac, que « son territoire est peu boisé, assez plat et uni, à part quelques vallées. Terres médiocres ; prairies nombreuses, mais mal soignées ; beaucoup de landes, dont une partie seulement peut être défrichée. Il existe en Plounérin un bel étang poissonneux, de 30 ha environ, dénommé Lez-Moal [Lesmoal], près de la chapelle de Bon-Voyage », que « cette commune possédait autrefois 8 chapelles » mais qu'elle n'en a plus que 3 (Notre-Dame-de-Bon-Voyage, Notre-Dame-de-la-Clarté et la Trinité) et que le château moderne de Kerigonan est dans la commune.
La gare de Plounérin, située sur la ligne de Paris-Montparnasse à Brest, est mise en service le 19 avril 1865 par la Compagnie des chemins de fer de l’Ouest.
La construction de la nouvelle église construite dans les décennies 1870 et 1880 est financée grâce aux dons du vicomte Le Corgne (1799-1860) et de Stéphanie de Quelen, sieur et dame de Kerigonan (1802-1887).
En 1898 les religieuses ont à Plounérin 85 élèves et les deux institutrices publiques en ont en tout 5. Cette même année le maire de Plounérin, Jean-Marie Guézennec, fut suspendu par le préfet pour « illégalité dans la distribution du chauffage aux écoles » car il avait fait verser 30 francs à l'école des garçons, 15 francs à l'école laïque des filles qui comptait 6 élèves (des enfants de fonctionnaires) et 15 francs (c'était là sa faute aux yeux de l'administration) à l'école des religieuses fréquentée par toutes les autres petites filles de la commune. Il fut ensuite révoqué par décret du Président de la République en date du 11 juin 1898.

### XXesiècle

#### Belle Époque
En 1900, la commune de Plounérin crée deux foires par an à la gare de Plounérin, la première ayant eu lieu le troisième mardi de janvier : « Les animaux, chevaux, bêtes à cornes, porcs, veaux et moutons, y ont afflué abondamment » et la seconde le mardi 5 juin. C'est aussi en 1900 que la deuxième voie de la ligne ferroviaire Paris-Brest est mise en service pour la section comprise entre Guingamp et Plounérin, celle de la section entre Plounérin et Morlaix l'ayant été en 1899.
L'inventaire des biens d'église fut effectué à Plounérin le 11 mars 1906 sans incident notable.
Le service téléphonique ouvre dans le bureau de poste de Plounérin ouvre le 1er septembre 1907.

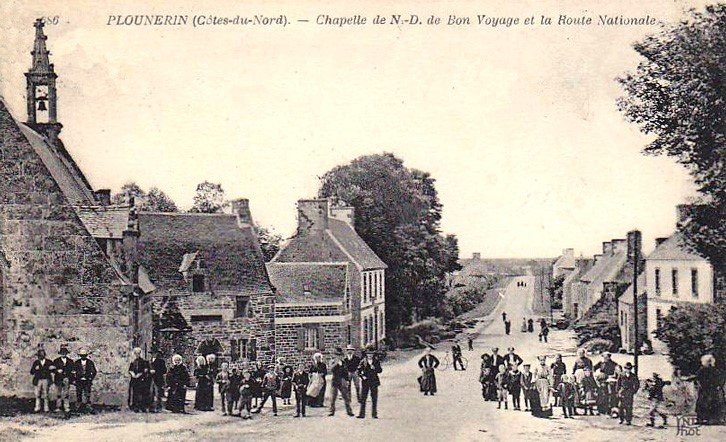
Plounérin : la chapelle Notre-Dame de Bon-Voyage et la route nationale au début du XXe siècle (carte postale).
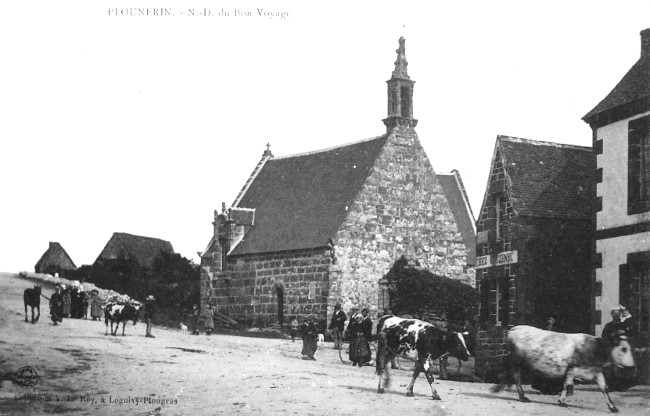
Plounérin : la chapelle Notre-Dame de Bon-Voyage et la route nationale au début du XXe siècle (carte postale).
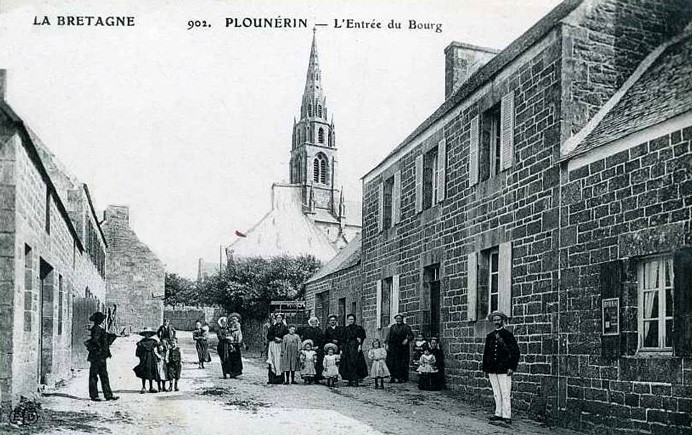
Plounérin : l'entrée du bourg au début du XXe siècle (carte postale).
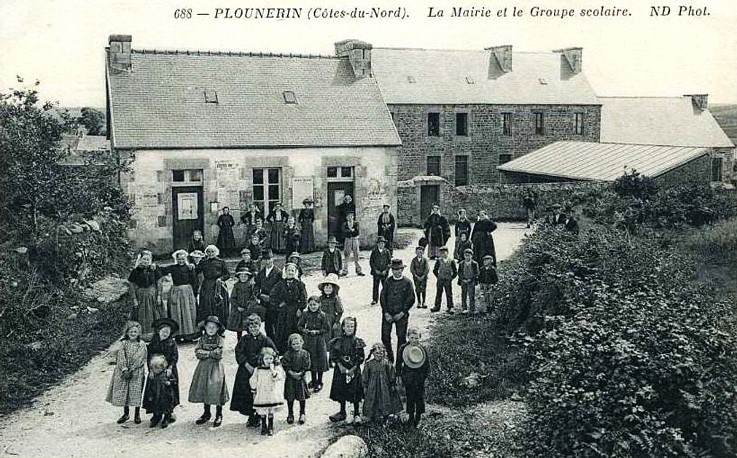
Plounérin : la mairie et le groupe scolaire au début du XXe siècle (carte postale).

#### Première Guerre mondiale
Le monument aux morts de Plounérin porte les noms de 90 soldats morts pour la France pendant la Première Guerre mondiale ; parmi eux huit au moins sont morts sur le front belge, la plupart dès 1914 ; un (Jérôme Allaire) est mort de maladie à Salonique (Grèce) et deux (Théophile Le Maître et François Prigent) en Serbie, tous les deux dans le cadre de l'expédition de Salonique ; la plupart des autres sont morts sur le sol français dont François Marie Doyen, Francis Le Berre, Eugène Le Morvan et François Prigent (un homonyme du précédent cité), tous quatre décorés de la Croix de guerre et François Le Goff qui, en plus de la Croix de guerre, fut aussi décoré de la Médaille militaire.

#### Entre-deux-guerres
L'inauguration du monument aux morts de Plounérin eut lieu le dimanche 21 mai 1922, jour de la fête patronale, sous la présidence d'Yves Le Trocquer, ministre des travaux publics. « Le bourg était magnifiquement décoré. Le monument, en granit bleu du pays, et où les noms des 87 héros sont inscrits, était couvert de fleurs apportées par les enfants du pays et les orphelins de guerre ».

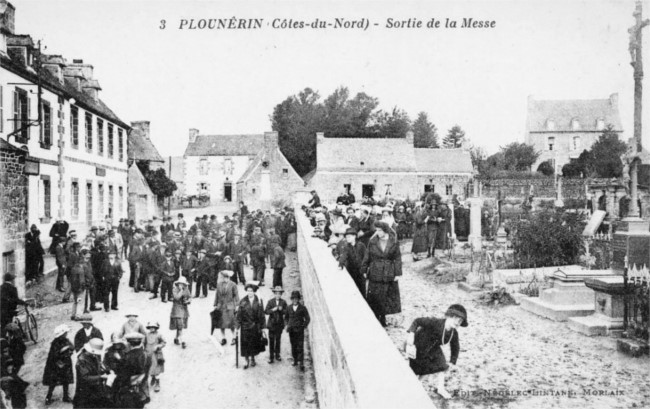
Plounérin : la sortie de la messe vers 1925 (carte postale).
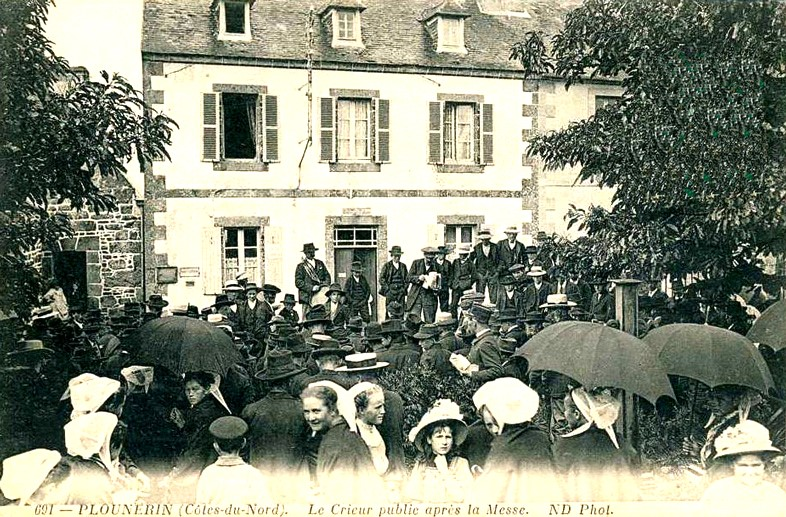
Plounérin : le Crieur public après la messe (carte postale).
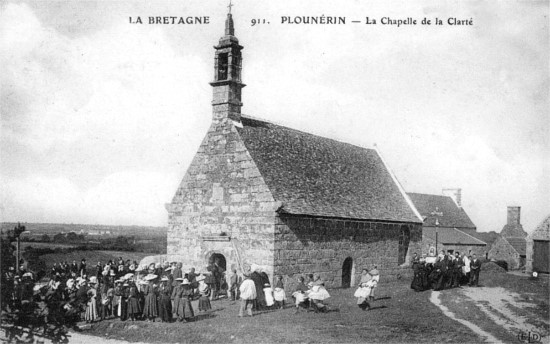
Plounérin : procession lors d'un pardon à la chapelle de la Clarté vers 1925 (carte postale).
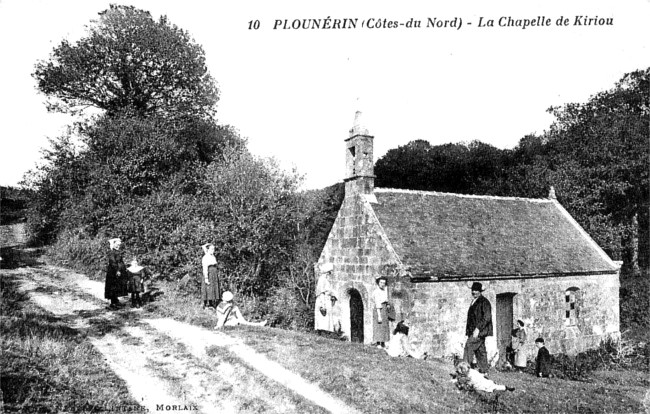
Plounérin : la chapelle de Kiriou vers 1925 (carte postale).

Des courses cyclistes étaient alors fréquemment organisées à Plounérin, notamment sur le circuit dit de Plounérin-gare.

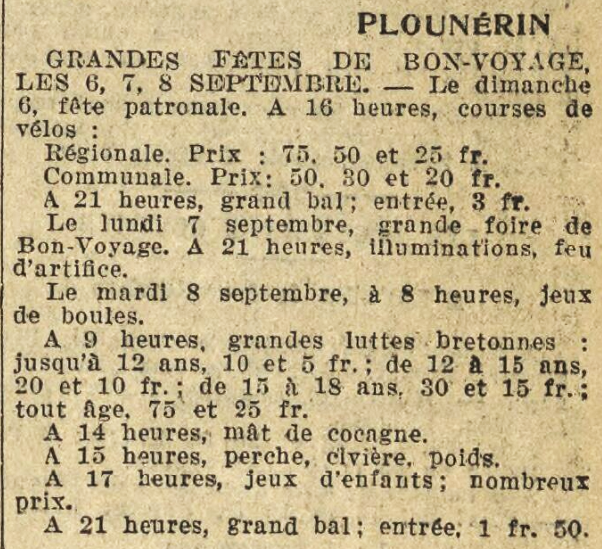
Le programme des fêtes patronales de Notre-Dame du Bon Voyage de septembre 1931 (journal La Dépêche de Brest et de l'Ouest du 2 septembre 1931).

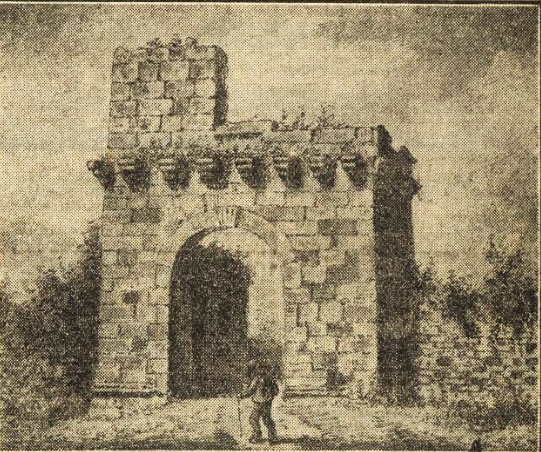
Le portail du château de Bruillac en 1932 (photographie de Louis Le Guennec).

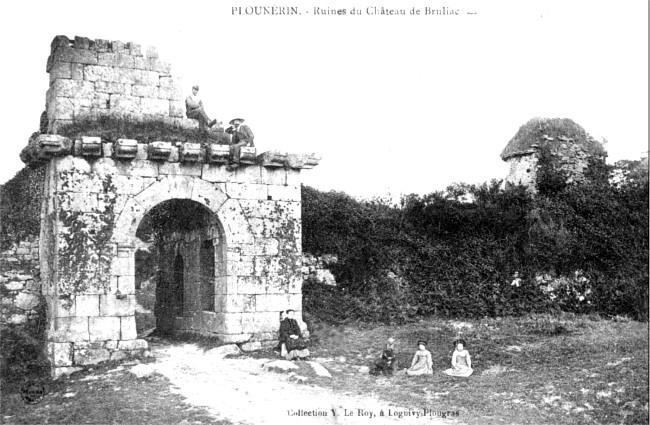
Les ruines du château de Bruliec vers 1925 (carte postale).

Louis Le Guennec décrit en 1932 les ruines du château de Bruillac et son histoire : « À 500 mètres au sud de la station de Plounérin, sur le flanc d'une petite colline dénudée dominant un morose paysage de marais et de landes, se voient les dernières ruines du château de Bruillac. (...) Au temps passé, dit la légende, un seigneur de Bruillac, oublieux des traditions d'honneur de ses ancêtres, guettait sur la grand'route de Guingamp à Morlaix, les voyageurs attardés| et surtout les marchands. Quand il en trouvait un, il l'abordait avec courtoisie et l'invitait à passer la nuit dans son manoir pour éviter les mauvaises rencontres. (...) Une fois le voyageur endormi, son traître d'hôte pouvait tour à loisir explorer son escarcelle et sa pacotille, et s'en approprier tout ou partie. Il remplaçait les écus par des cailloux, les étoffes par de vieux chiffons. Le poids y étant, les gens ne s'apercevaient généralement de leur infortune qu'après s'être remis en route, et quelquefois fort loin ». Mais le seigneur de Bruillac finit par être confondu et fut condamné à être attaché à son propre pilori seigneurial, au devant de la chapelle de Bon Voyage, il « y resta exposé toute la journée avec , au cou, un écriteau portant les mots : voleur, menteur, parjure. Ce châtiment très mérité, les insultes et les railleries des passants l'humilièrent à un tel point que, le jour suivant, il quitta le pays et n'y revint jamais. Personne ne le regretta ».
Un nouveau groupe scolaire est construit à Plounérin en 1935 ; il remplace celui qui avait été construit en 1903.

#### Seconde Guerre mondiale
Le monument aux morts de Plounérin porte les noms de neuf personnes mortes pour la France pendant la Seconde Guerre mondiale; parmi elles Guillaume Le Morvan est mort en captivité en 1941 en Allemagne.
Le groupe de Plouaret de la compagnie FTP « La Marseillaise » organisa plusieurs déraillements de train sur la ligne stratégique Paris-Brest entre la gare de Belle-Isle-Bégard en Louargat et Plounérin entre février et avril 1944. En 1944, les 20 et 28 janvier, 2 et 25 février, 2, 15, 16 et 20 mars, le groupe, enleva des rails chaque nuit près de Plounérin, Plouaret, Trégrom, Saint-Eloi(...) Rien n'y fit : même pas l'exécution de deux valeureux gars, Charles Le Gallou  et Émile Henry, arrêtés sur dénonciation à Beg ar C'Hra en Plounérin le 6 mai 1944 qui, après un sabotage réalisé dans la neige, furent retrouvés à et mis à mort après avoir été affreusement torturés.

#### Après Seconde Guerre mondiale
Pendant les mandats de maire d'Armand Duval (entre 1977 et 2001) sont effectués le remembrement (en liaison avec les travaux de la RN 12 en voie express), l'aménagement du bourg désormais contourné par cette route, des logements sociaux sont aménagés au bourg et à la gare, des vestiaires aménagés au terrain de football, une salle des fêtes est construite et la nouvelle mairie aménagée.

### XXIesiècle
Pendant trente ans au moins l'église paroissiale n'a pas été suffisamment entretenue même si des travaux d'entretien et de rénovation furent effectués par le passé (entre 1919 et 1921, puis en 1949 et 1958 et enfin en 1990 (remplacement du beffroi en bois par un beffroi en acier fixé à une dalle en béton).. Résultat: les voûtes se lézardent, le clocher penche, l'eau s'infiltre et l'édifice devient une semi-ruine. Malgré la restauration des vitraux et la réfection de la toiture en 2001, il fallut en 2004 arrêter la sonnerie des cloches en raison de la fragilité du clocher. En 2007, l'église paroissiale, de style néogothique (construite entre 1875 et 1878), est fermée sur décision du préfet en raison du danger qu'elle représente. Le maire, Pascal Vieilleville, à la fois communiste et catholique non pratiquant, organise un référendum le 20 juin 2010 : 60 % des votants (la participation atteint 70 % des électeurs inscrits) se prononcèrent en faveur de la restauration, pourtant coûteuse, de l'église. Malgré les subventions, il faudra doubler les impôts locaux pendant trente ans. En attendant, les cérémonies ont été organisées dans une chapelle récemment rénovée. L'église a été rouverte au public en octobre 2014.
Le 12 octobre 2017 le conseil municipal de Plounérin donne un avis favorable au projet d'implantation d'éoliennes sur le site de Beg ar C'Hra. Le projet se concrétise plusieurs années après : 4 éoliennes de 150 mètres de hauteur, pour une puissance installée totale de 14,7 MW, sont construites entre 2023 et 2025 par RWE Renouvelables ; 3 le sont sur le territoire de la commune de Plounévez-Moëdec et 1 sur celui de Plounérin.

## Démographie
L'évolution du nombre d'habitants est connue à travers les recensements de la population effectués dans la commune depuis 1793. Pour les communes de moins de 10 000 habitants, une enquête de recensement portant sur toute la population est réalisée tous les cinq ans, les populations de référence des années intermédiaires étant quant à elles estimées par interpolation ou extrapolation. Pour la commune, le premier recensement exhaustif entrant dans le cadre du nouveau dispositif a été réalisé en 2004.

En 2022, la commune comptait 799 habitants, en évolution de +9 % par rapport à 2016 (Côtes-d'Armor : +1,78 %, France hors Mayotte : +2,11 %).
| 1793  | 1800  | 1806  | 1821  | 1831  | 1836  | 1841  | 1846  | 1851  |
| ----- | ----- | ----- | ----- | ----- | ----- | ----- | ----- | ----- |
| 1 558 | 1 277 | 1 374 | 1 320 | 1 516 | 1 620 | 1 675 | 1 740 | 1 788 |

| 1856  | 1861  | 1866  | 1872  | 1876  | 1881  | 1886  | 1891  | 1896  |
| ----- | ----- | ----- | ----- | ----- | ----- | ----- | ----- | ----- |
| 1 700 | 1 692 | 1 849 | 1 913 | 1 930 | 1 770 | 1 719 | 1 594 | 1 621 |

| 1901  | 1906  | 1911  | 1921  | 1926  | 1931  | 1936  | 1946  | 1954  |
| ----- | ----- | ----- | ----- | ----- | ----- | ----- | ----- | ----- |
| 1 500 | 1 532 | 1 518 | 1 454 | 1 435 | 1 322 | 1 182 | 1 164 | 1 016 |

| 1962 | 1968 | 1975 | 1982 | 1990 | 1999 | 2004 | 2006 | 2009 |
| ---- | ---- | ---- | ---- | ---- | ---- | ---- | ---- | ---- |
| 845  | 785  | 701  | 689  | 649  | 696  | 733  | 736  | 749  |

| 2014 | 2019 | 2022 | - | - | - | - | - | - |
| ---- | ---- | ---- | - | - | - | - | - | - |
| 728  | 776  | 799  | - | - | - | - | - | - |

## Sites et monuments
- En 2016, création la réserve naturelle régionale des landes, prairies et étangs de Plounérin[66] ;

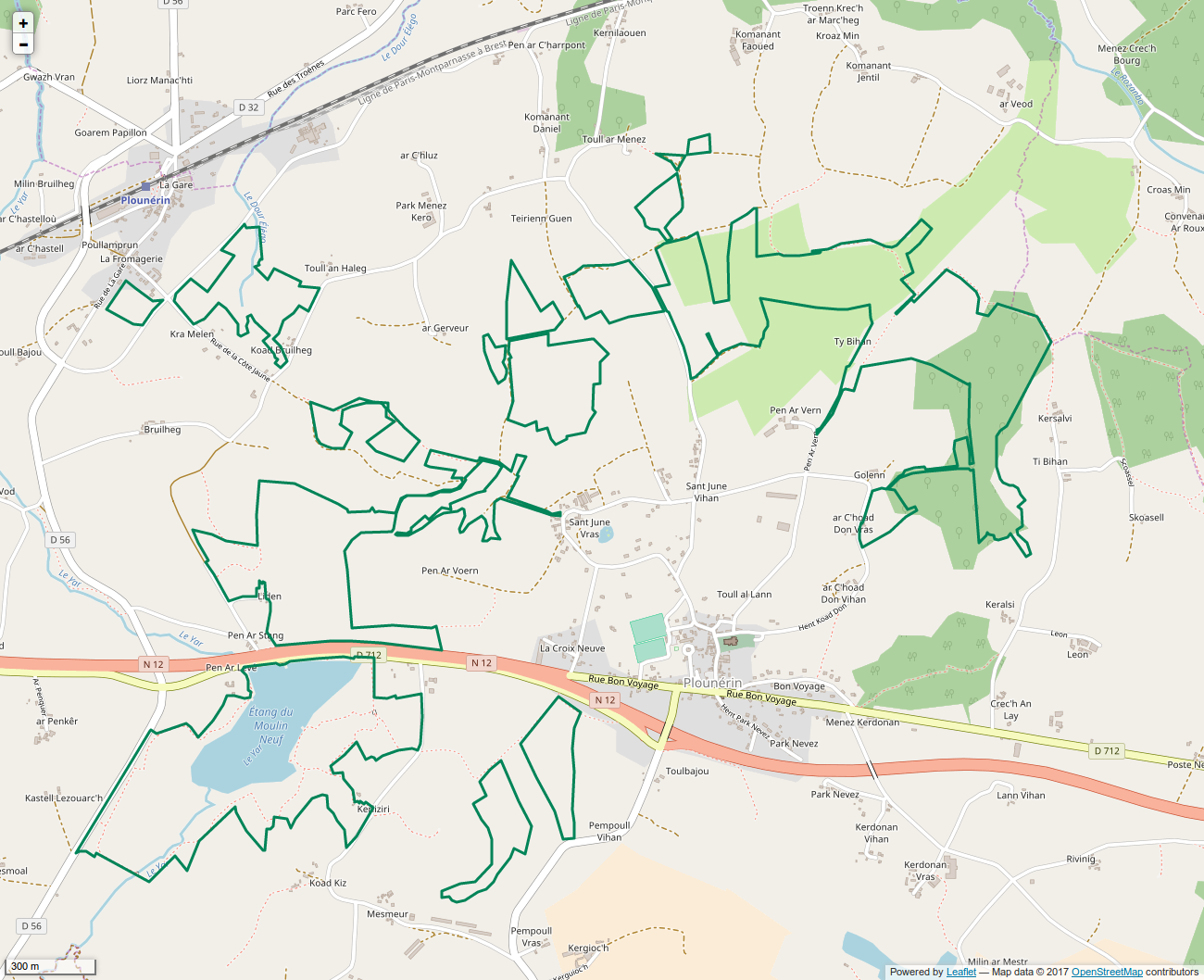
Périmètre de la RNR des landes, prairies et étangs de Plounérin.
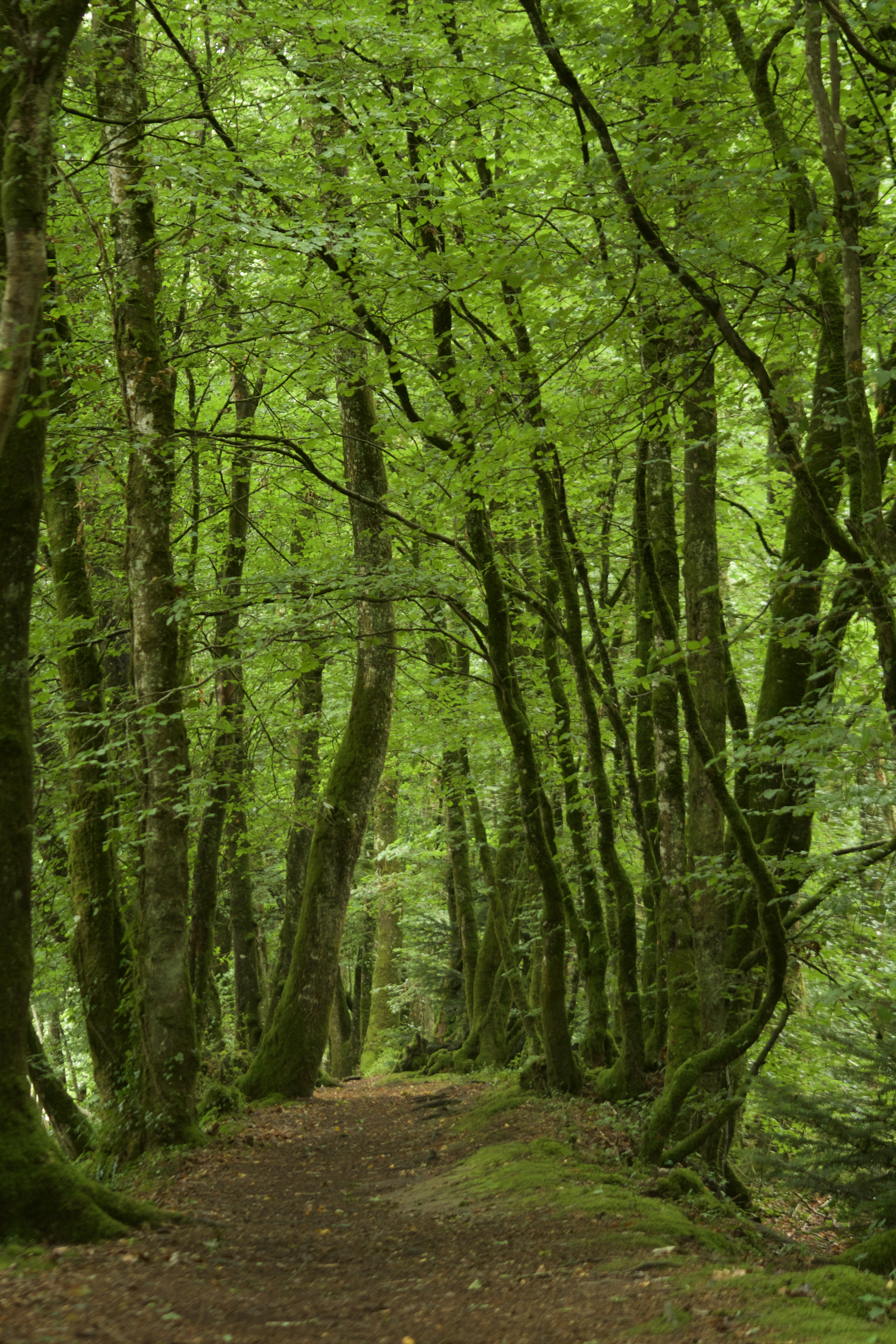
Un talus à Plounérin.

- - L'étang du Moulin Neuf (ancien étang du moulin de Lesmoal), propriété de Lannion-Trégor Communauté, d'une superficie comprise entre 16 hectares et 45 hectares, est alimenté par le Yar. Parfois inondé, parfois zone humide, parfois sec, c’est la variation des niveaux d’eau qui offre cette diversité d'habitat et de vie. Il fait partie intégrante de la réserve naturelle régionale des landes, prairies et étangs de Plounérin. Un sentier de randonnée long de 4,5 km en fait le tour ; il est accessible depuis le parking de Kerliziri. Le site est classé Natura 2000 en raison de ses richesses faunistiques et floristiques : on peut citer la présence de la loutre, de la chauve-souris[67],[68].

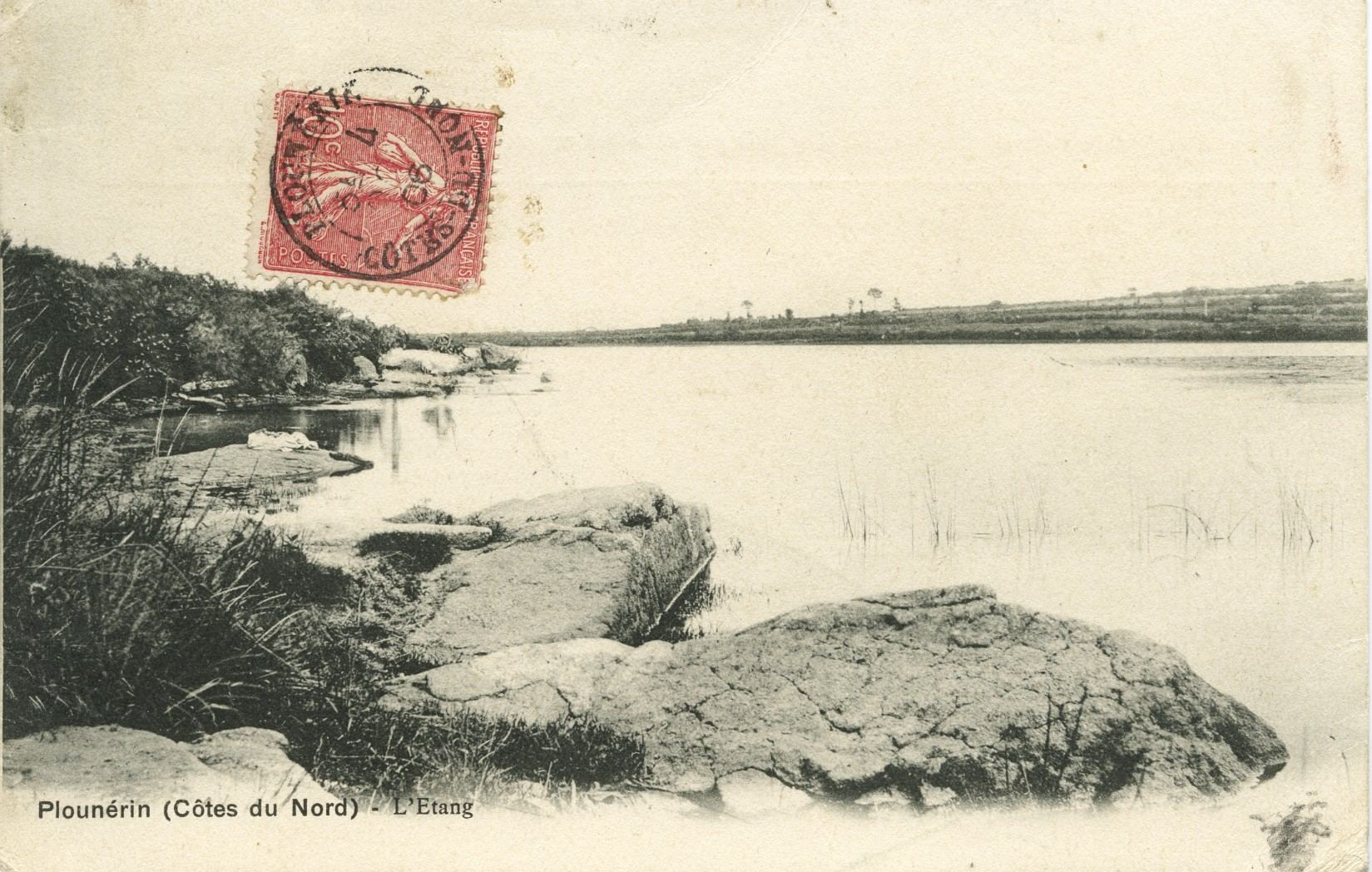
L'étang du Moulin Neuf au début du XXe siècle (carte postale).

- Église Saint-Nérin : cet édifice, en forme de croix latine à trois vaisseaux, avec chevet à pans coupés, surmonté d'un clocher, est, comme dans presque toutes les communes rurales de la Basse Bretagne, entouré d'un cimetière et ceci de sorte que les tombes qu'il renferme ne soient pas seules comme dans les villes[69]. Deux arcades romanes de chaque côté de la nef, un chevet à trois pans garnis de crochets, surmonté des armes des seigneurs de Bruillac, du nom de Plusquellec, un charnier ou reliquaire à arcs tribolés le long du collatéral sud, c'est tout ce qu'on peut signaler dans cette église dont les fenêtres ont perdu leurs meneaux, remplacés par des châssis de bois[21]. L'église possède une statue de la Vierge à l'Enfant, en bois polychrome, datant du XVIIe siècle ou du XVIIIe siècle ainsi que des statues anciennes de sainte Vierge, saint Nérin, saint Yves et sainte Marguerite[55].

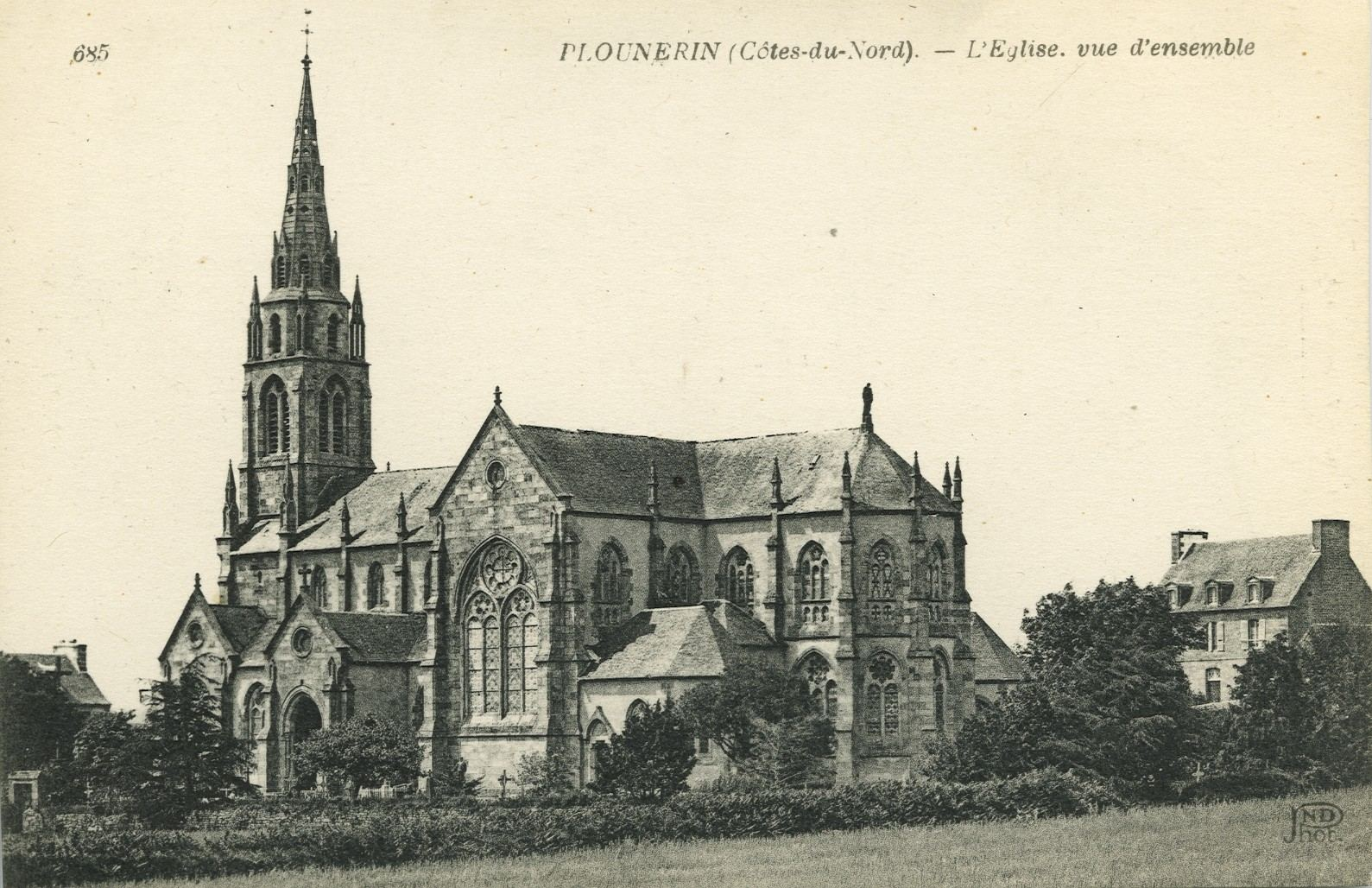
L'église Saint-Nérin vers 1920 : vue extérieure d'ensemble.
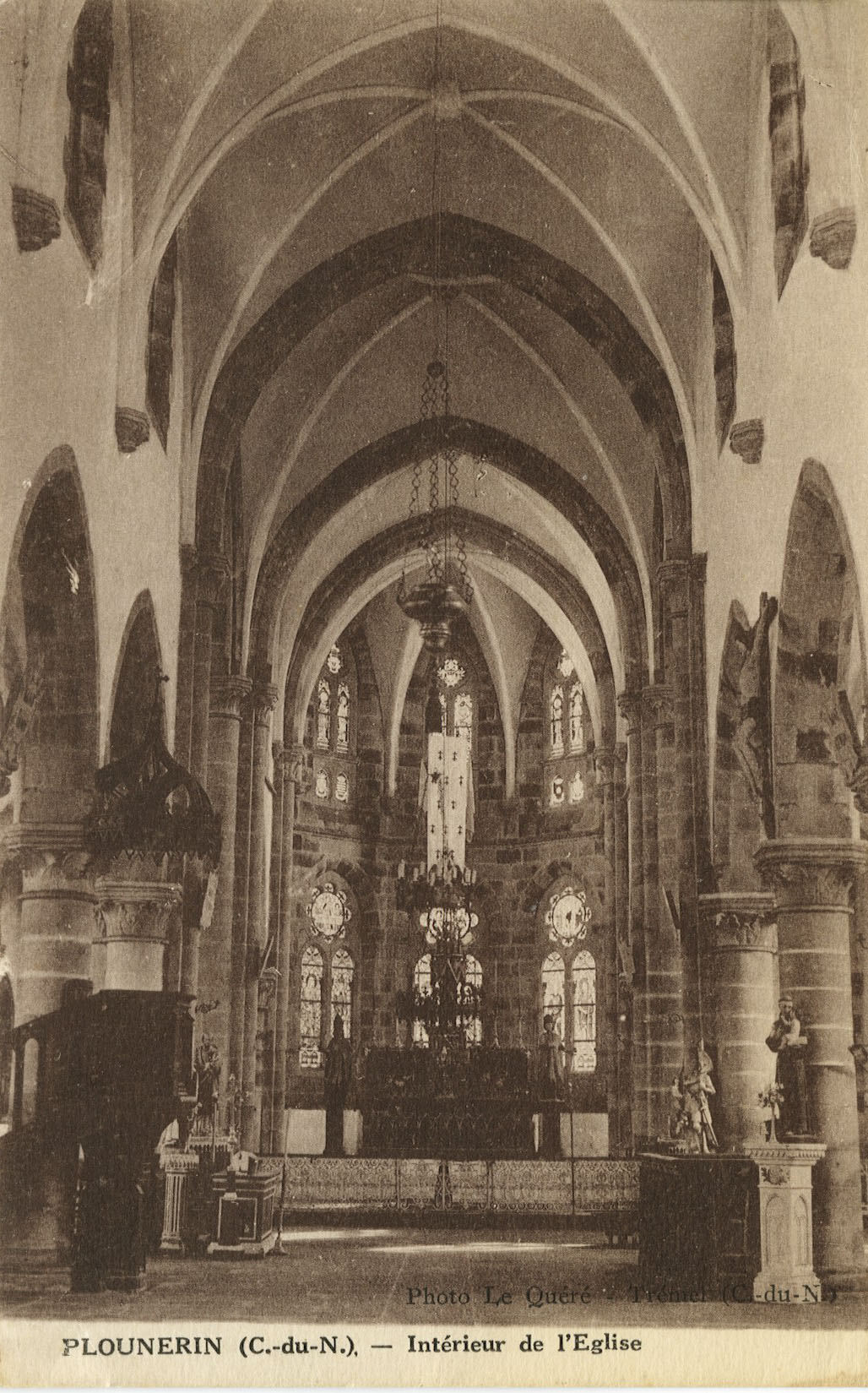
L'église Saint-Nérin vers 1920 : vue intérieure d'ensemble.
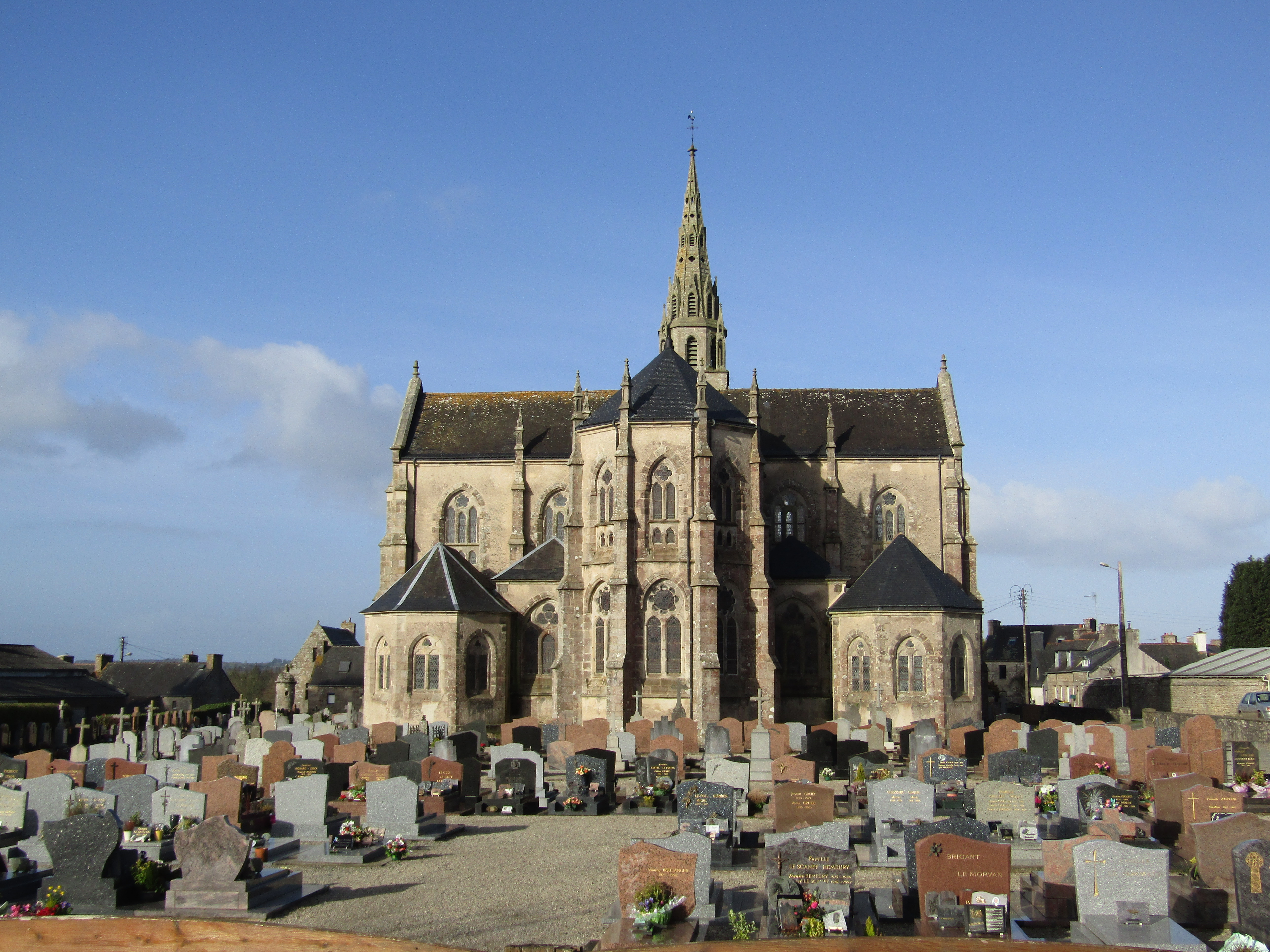
L'église Saint-Nérin en 2019 : vue extérieure d'ensemble.

- Chapelle[70], fontaine de dévotion[71] et roche de Kirio [Quirio, Kiriou] ; la chapelle et la fontaine de "Sant-Kirio" se trouvent en plein bois à côté de "Roc-Kiriou" ;
- Chapelle Notre-Dame de Bon-Voyage : c'est un oratoire, inscrit au titre des monuments historiques, situé en bordure de la route reliant Paris à Brest. C'est un petit édifice de plan en « L » à la salle rectangulaire formant chapelle, s'ajoute un bras de transept dont le mur latéral Est est le prolongement du mur de l'abside, et dont la surface est sensiblement égale à celle de la nef[72] ;

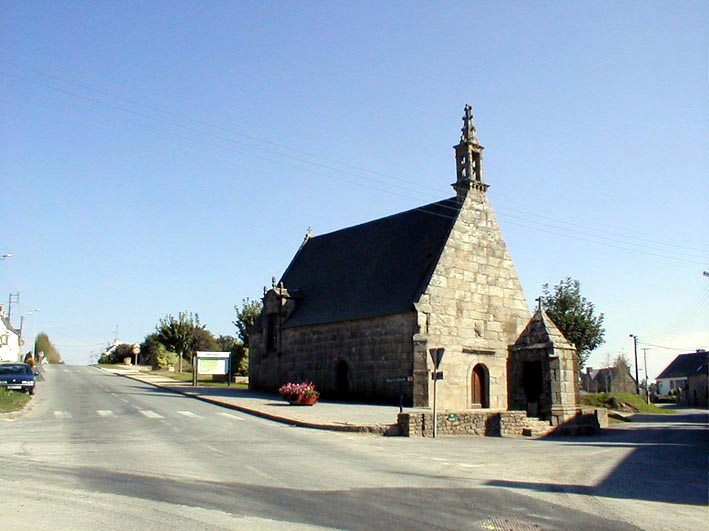
La chapelle Notre-Dame de Bon-Voyage, en bordure de l'ancienne route nationale 12.
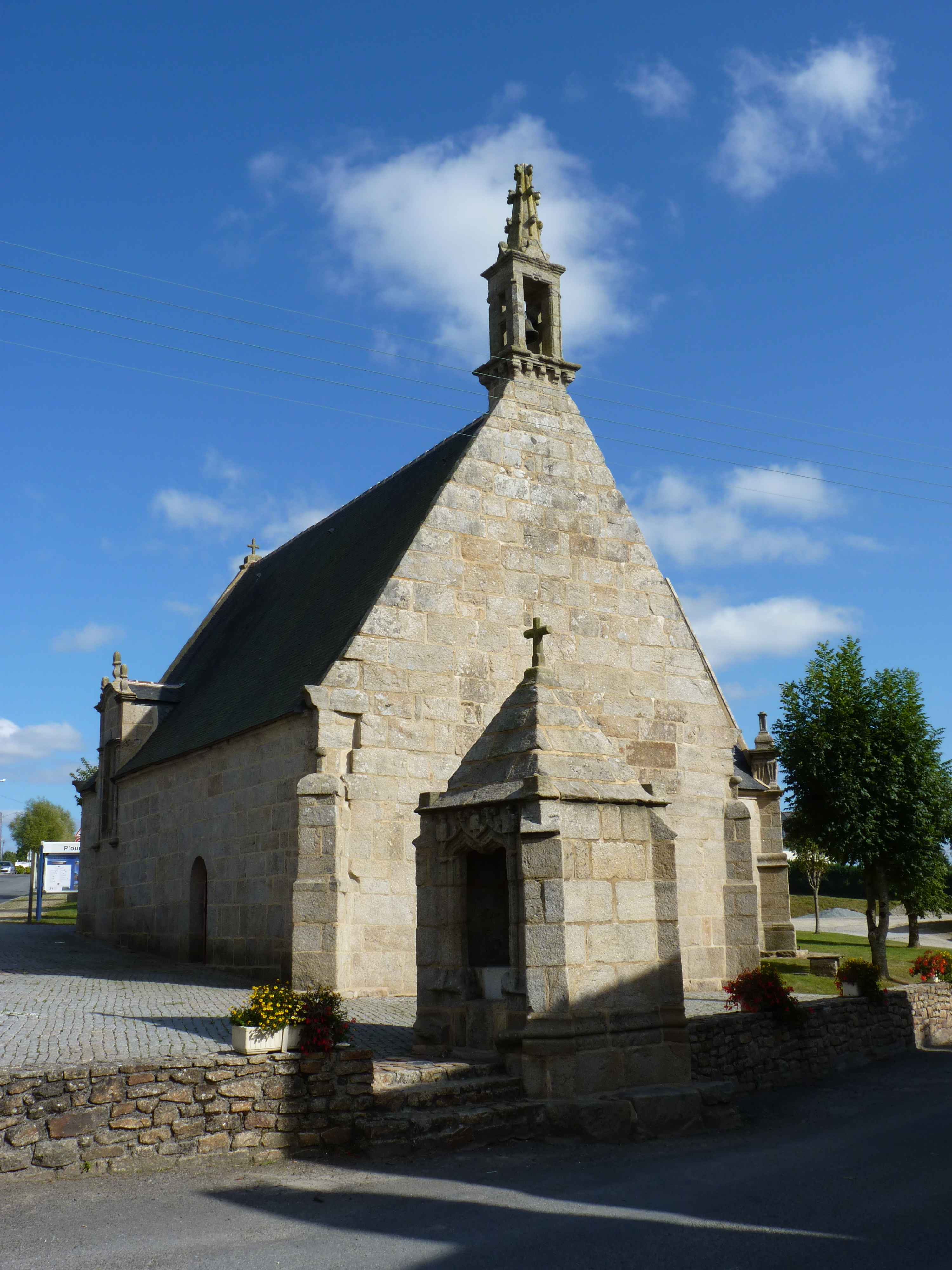
La chapelle Notre-Dame de Bon-Voyage.

- Chapelle Notre-Dame-de-la-Clarté : datant du XVIIe siècle, elle appartenait à la seigneurie de Lesmoal ; de plan rectangulaire, elle est construite en pierre de taille en granite et possède un chevet plat, un clocher-mur surmonté d'une chambre des cloches ; ses pignons sont à crossettes moulurées ; son toit à 2 fortes pentes, est recouvert d'ardoises ; sa porte ouest est en anse de panier ; une fontaine de dévotion se trouve à proximité. La chapelle a été restaurée en 2006[73] ;

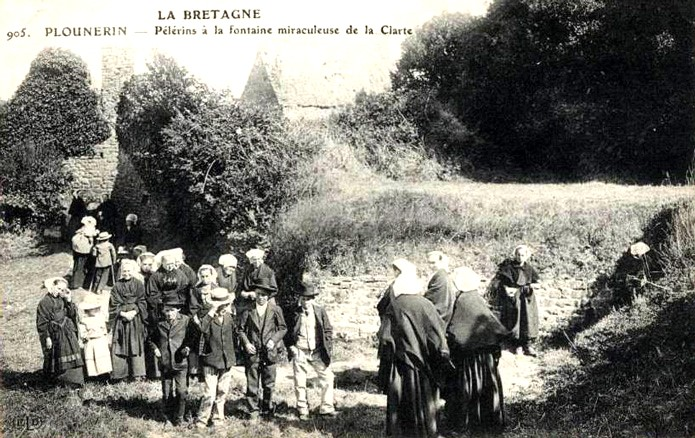
Pèlerins à la fontaine de la Clarté vers 1925 (carte postale).

- Chapelle de Kerigonan[74] ;
- Les croix de Pont-Hir ;

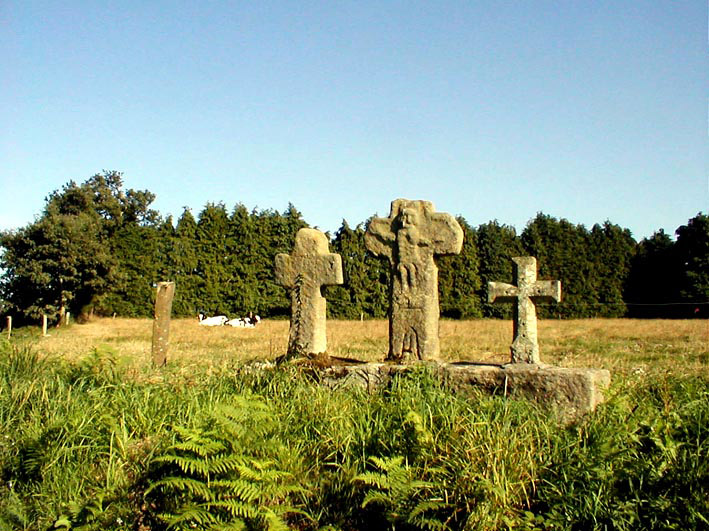
Les croix de Pont-Hir.

- Le manoir de Plounérin, dit aussi "manoir de Keraëz" [Keraës], situé rue de l'église, date du XVIIe siècle et inscrit au titre des monuments historiques[75] ;

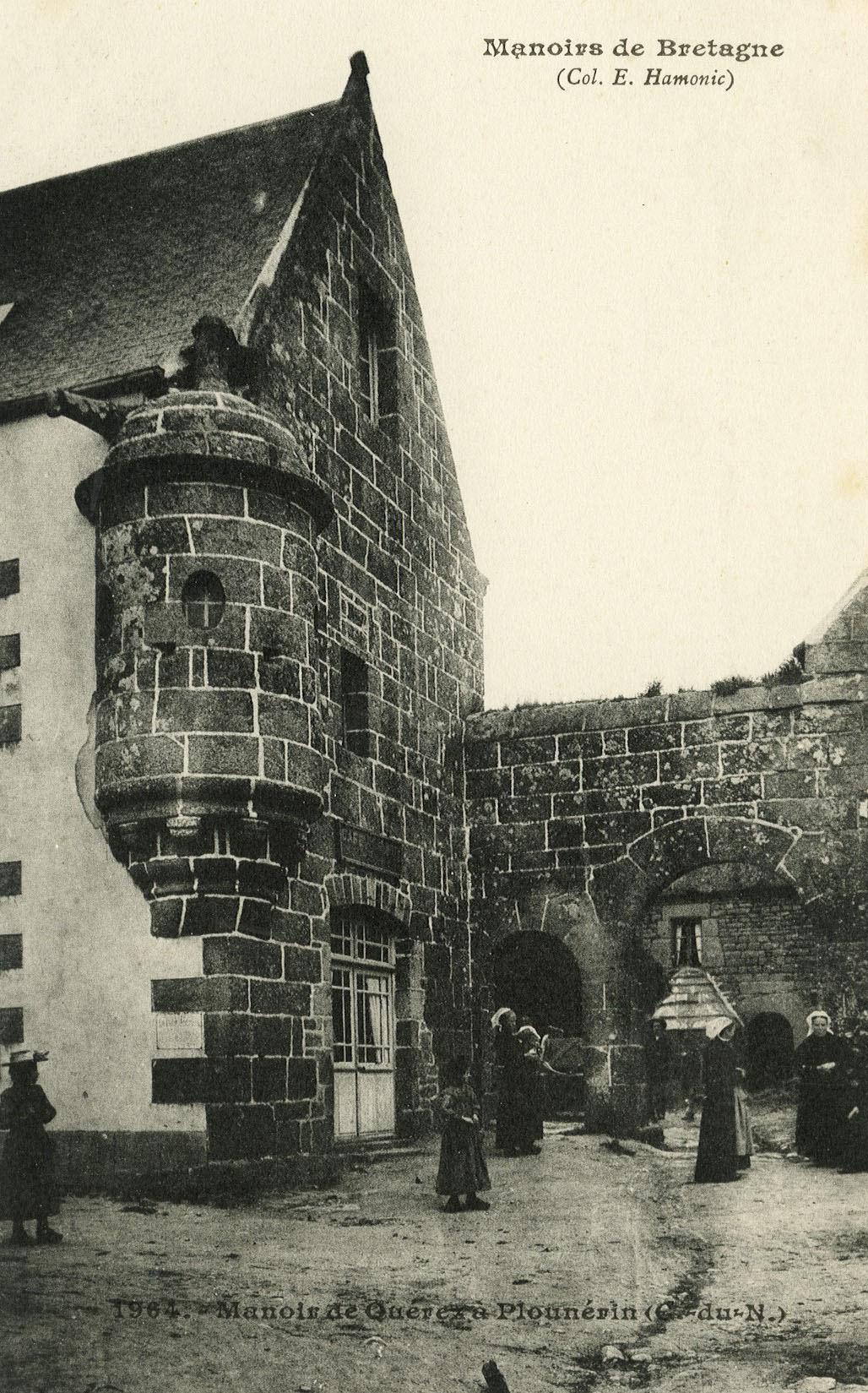
Le manoir de Keraës au début du XXe siècle.
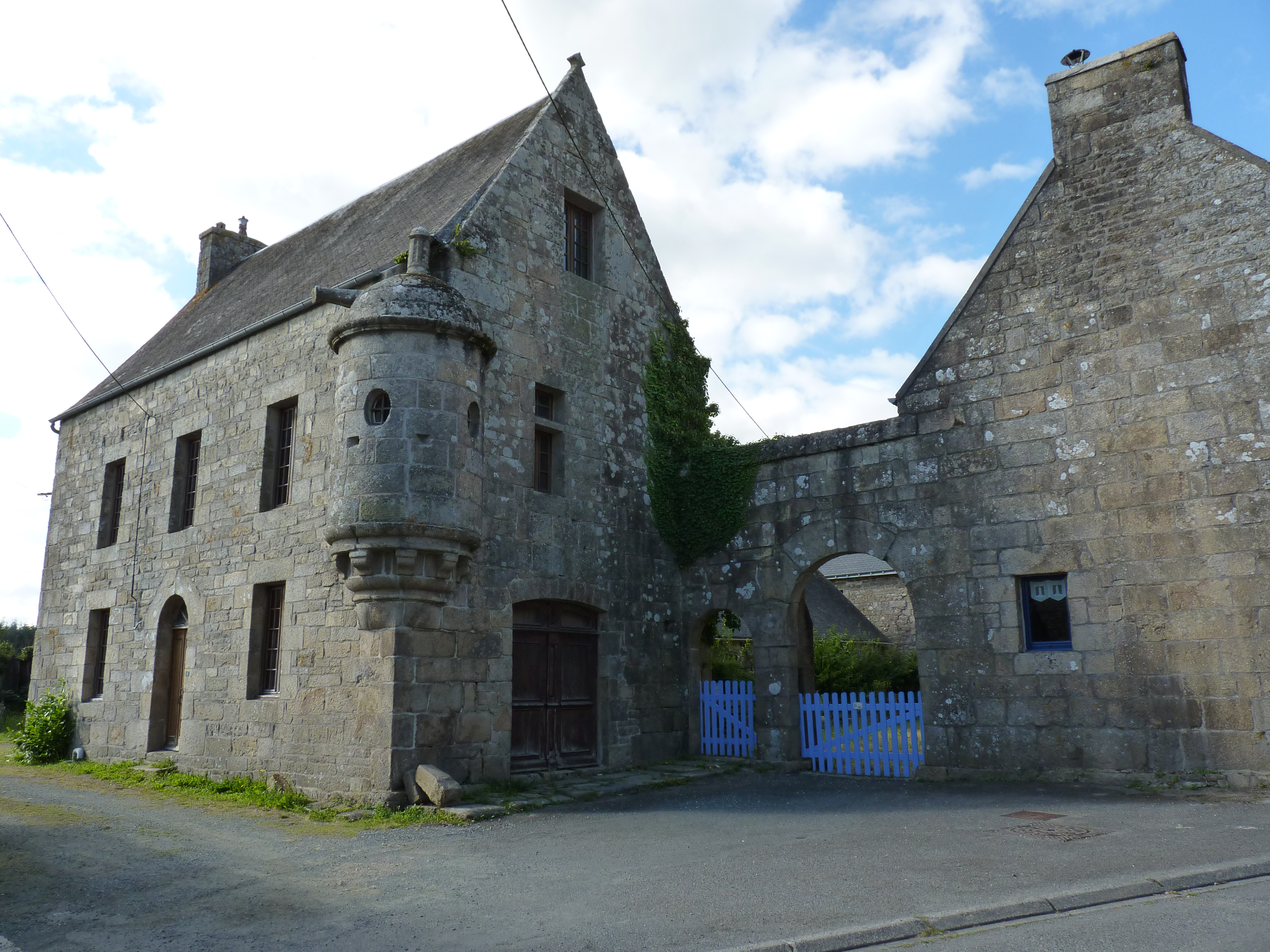
Le manoir de Plounérin.

- Le calvaire du XVIIe siècle, dans la même rue, inscrit au titre des monuments historiques par arrêté du 31 mars 1926[76], et la croix de chemin, datant du XVIIIe siècle, route de Guerlesquin, inscrite au titre des monuments historiques par arrêté du 31 mars 1926[77] ;

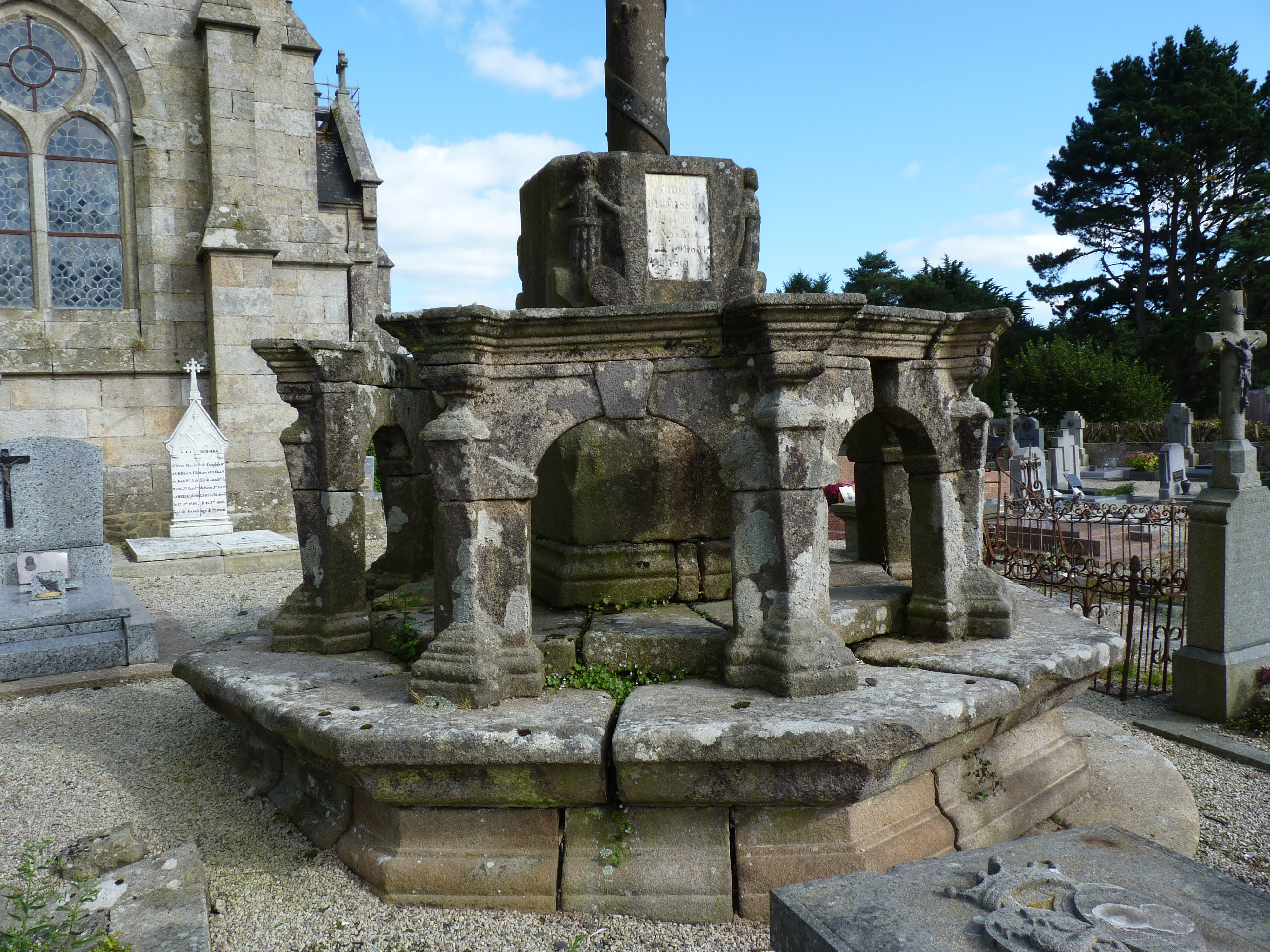
Le calvaire de Plounérin.

- Le calvaire de la chapelle Sainte-Trinité : situé près de l'ancienne chapelle de la Trinité (disparue ; cette ancienne chapelle dépendait de l'abbaye du Relec), ce calvaire daté de 1608 est formé d'un fût de section circulaire à base carrée, orné d'une Piéta à l´avers et de trois saints au revers, et repose sur un socle carré[78].
- Le manoir de Lesmoal, de XVIe siècle, inscrit au titre des monuments historiques[79] et son colombier[80], inscrit à part au titre des monuments historiques[81].

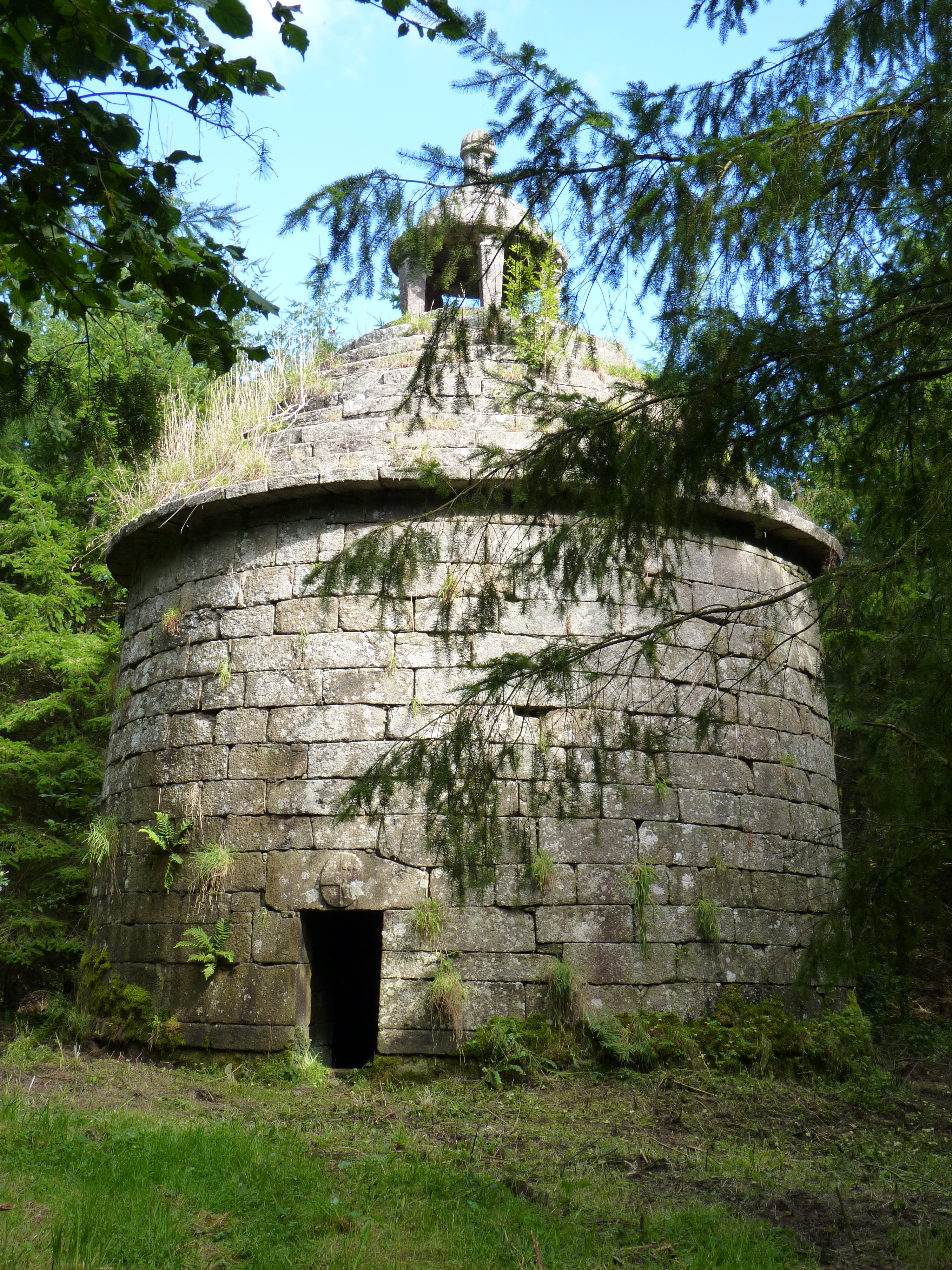
Le colombier du manoir de Lesmoal.
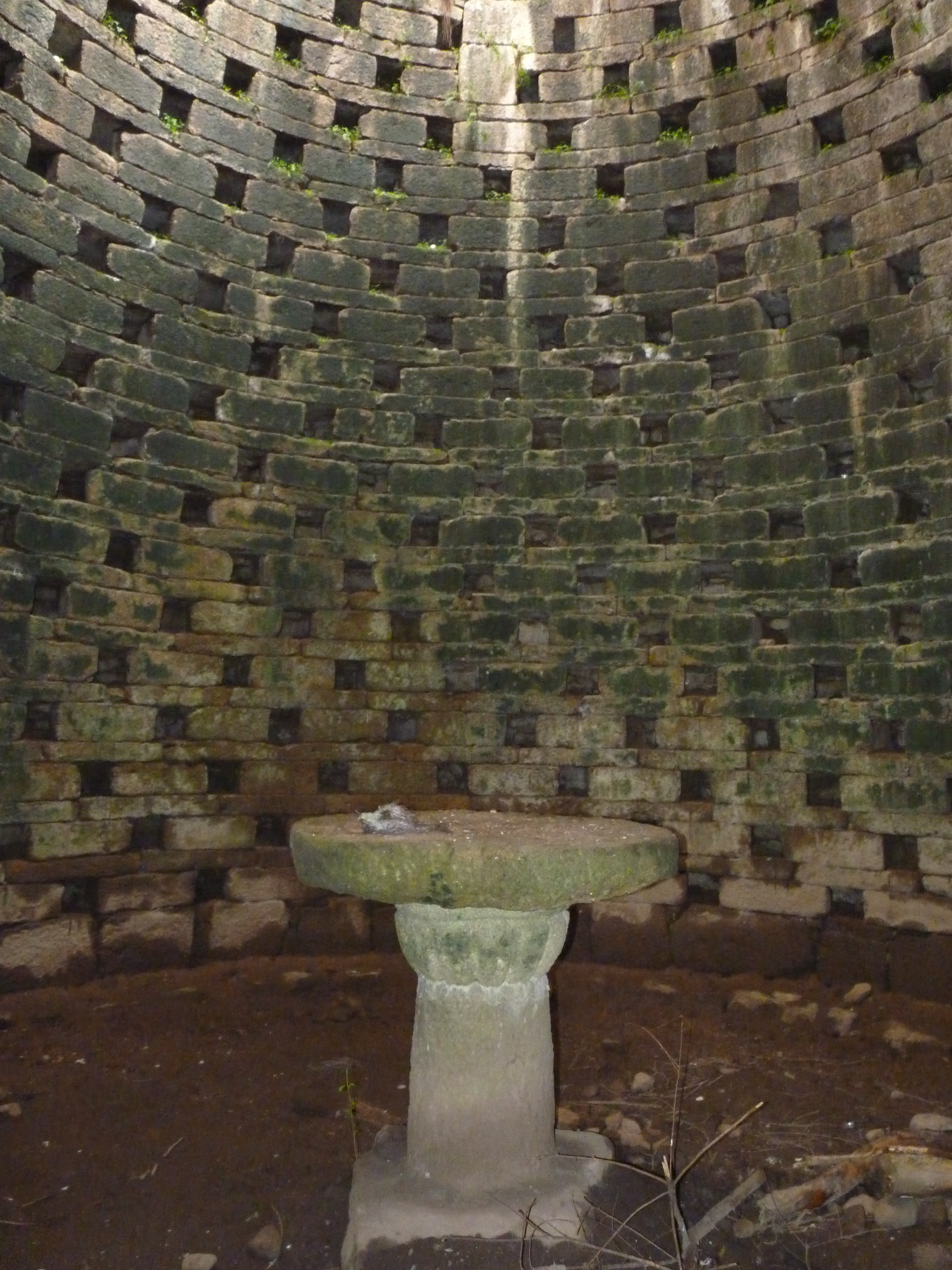
L'intérieur du colombier du manoir de Lesmoal : les boulins.

- Le colombier du château de Bruillac : c'est tout ce qui reste de l'ancien domaine seigneurial ; une photographie prise par Marcel Maillard en 1931 le représente[82]. Ce colombier, qui date probablement de 1480, a été restauré entre 2003 et 2005[83].

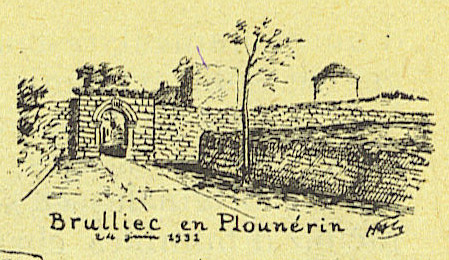
Henri Frotier de La Messelière : le château de Brulliac (dessin).
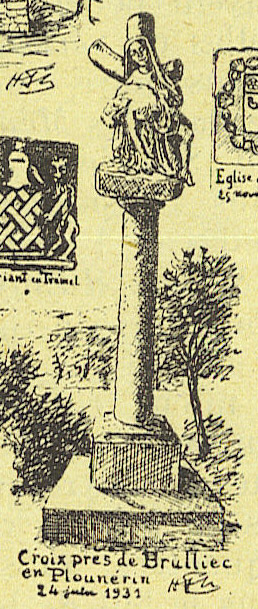
Henri Frotier de La Messelière : croix près de Bruliec (dessin).

## Personnalités liées à la commune
- Jean-Marie Le Jean, poète de langue bretonne, né à Plounérin le 16 juin 1831 et décédé en 1876 ou 1877 à Paris.
- Yves Péron (1914-1977), résistant français. Il fut député membre de la première et de la seconde Assemblée nationale constituante.

## Évènements
- Fête de Bon-Voyage fin août à début septembre : fête qui se déroule sur trois jours. Samedi, concours de boules bretonnes avec des jeux pour les enfants suivi d'un repas de cochons grillés. Dimanche, concours de boules bretonnes avec des jeux pour les enfants, des jeux de force, des danses bretonnes, des crêpes, du cidre et des casse-croûtes. Lundi, concours de boules bretonnes semi communal.
- Tantad ou feu de la Saint Jean en juin : pour la Saint Jean un grand feu est allumé sur la place du village, il y a des danseurs qui viennent animer, un concours de pétanque et de quoi se restaurer.